# Valentina Chitoroagă

Valentina Chitoroagă

Valentina Chitoroagă (n. 13 martie 1952, satul Hârcești, raionul Ungheni, Republica Moldova) este un bibliolog, specialist în biblioteconomie și bibliografie din Republica Moldova.
Întreaga activitatea profesională a dnei Valentina Chitoroagă este nemijlocit legată de Camera Națională a Cărții a Republicii Moldova (CNCRM), fiind angajată aici din anii studenției și demonstrând o excepțională carieră profesională în ascensiune: bibliograf (din anul 1972), șef serviciu (1976), director (1994), director general (cu anul 1997).
Pe parcursul celor peste 50 de ani de activitate la Camera Națională a Cărții din RM, dintre care 25 de ani în funcția director general, a contribuit substanțial la poziționarea strategică a instituției în plan național și internațional, activitățile fiind materializate în diversificarea și personalizarea, dar și eficientizarea serviciilor/produselor oferite comunităților editoriale, științifice, informațional-bibliotecare, societății în ansamblu. Lucrările instituției o reprezintă nu numai pe ea, ci definește instituția ca arhivă intangibilă unicat a resurselor informaționale tipărite. A mediat prin CIP, ISBN și CZU ieșirea în lumea informațională a sute și sute de cărți, facilitând astfel munca cel puțin a unui bibliotecar din cele peste 1300 biblioteci publice din republică. 
Este unul dintre primii directori care a pus pe copertele instituției alfabetul latin. Susținător fervent al inovațiilor, s-a implicat activ în reintroducerea Clasificării Zecimale Universale în biblioteconomia Moldovei (1991), a contribuit la dezvoltarea sistemului național de catalogare, alinierea CNCRM la standardele UNESCO, transformând-o în partener egal cu instituții similare din zeci de țări de pe toate continentele.

## Activitate profesională
1992 a inițiat modificarea titulaturii instituției – în Camera Națională a Cărții din Republica Moldova. Deopotrivă cu munca de administrator a dezvoltat cercetarea științifică în domeniu, statistica editorială oficială, sistemele de catalogare și de clasificare în RM. 
1994 a inițiat procesul de aderare la Agenția Internațională ISBN (International Standard Book Number) contribuind la crearea Agenției Naționale ISBN-Moldova în cadrul CNCRM, dezvoltând parteneriat la nivel internațional de durată, eficient și astăzi. În 1995 contribuie la desemnarea CNCRM membru a secției Index Translationum (Traducerile lumii) pe lângă UNESCO, cu prezentarea anuală a "Bibliografiei traducerilor RM".
1998-2001 coautor la Proiectul "Consorțiul Controlul bibliografic național". În colaborare cu Biblioteca Națională (Alexei Rău) coautor la Proiectul SIBIMOL (Sistemul Informațional Integrat al Bibliotecilor din Moldova. 
2001 pornind de la idee, concepție, elaborarea setului de documente necesare, inițiază și realizează Programul CIP în RM și crearea Centrului Național de Catalogare (CIP), descriere bibliografică înaintea publicării, care facilitează munca bibliotecarului și a editorului.
2003 a inițiat procesul de aderare la Agenția Internațională ISMN (International Standard Muzic Number) contribuind la crearea Agenției Naționale ISMN-Moldova în cadrul CNCRM.
2004 a inițiat procesul de aderare la Centrului Național ISSN (International Serial Standard Number) contribuind la crearea Centrului Național ISSN-Moldova în cadrul CNCRM. ISSN – cod de identificare pentru reviste și gazete, informație care se actualizează mereu, odată cu apariția noilor titluri de revistă și gazetă fiind transmisă ulterior Centrului Internațional ISSN (Paris). 
2004 a coordonat organizarea Agenției Naționale Depozit Legal în cadrul CNCRM, care conform legislației este responsabilă de gestionarea, recepționarea și distribuirea depozitului legal bibliotecilor beneficiare, astfel CNCRM asigură acoperirea primirii și repartizării exemplarelor de depozit legal bibliotecilor cu 98 % (până la 2004 bibliotecile beneficiare primeau 56-58 % din volumul anual al DL tipărit).
1992-2005 a contribuit la fondarea Asociației Bibliotecilor din Republica Moldova (ABRM), a dirijat activitatea Comisiei "Catalogare și Indexare", a sprijinit metodologic și procesual activitățile specifice instituțiilor informațional-bibliotecare privind catalogarea și clasificarea documentelor. A organizat acțiuni de instruire pentru diverse categorii de bibliotecari – din școli, colegii, publice, etc., între anii 2000-2006 a fost și formator al Școlii de Biblioteconomie din Moldova. 
2004-2008 a activat ca președinte al Comisiei "Redactare" ABRM, redactor-șef, fondator al "Buletinului ABRM" și al "Buletinului Comisiei Catalogare-Indexare" ABRM. 
2012 a fondat "Revista Camerei Naționale a Cărții". Participă activ la organizarea și desfășurarea celor mai mari activități de nivel național și internațional care au marcat schimbarea și alinierea domeniului bibliografic-statistic-editorial la metodologiile și practicile promovate la nivel internațional: congrese, conferințe, forumuri etc. 
2012 în parteneriat cu Agenția Internațională ISBN de la Londra a organizat și coordonat desfășurarea în perioada 10-12 septembrie la Chișinău a celui mai remarcabil eveniment bibliografic-informațional cu caracter internațional, cea de-a 40 ediție a Conferinței Internaționale ISBN, la care au participat cca 150 de specialiști din 80 de țări ale lumii. Impactul scontat: plasarea Camerei Naționale a Cărții din RM în topul celor mai reprezentative agenții naționale bibliografice din lume. 
2013 este desemnată președinte al Comisiei de evaluare a tezelor de master și președinte al Comisiei de licență la Facultatea de Jurnalism și Științe ale Comunicării (specialitatea Biblioteconomie, Asistență Informațională și Arhivistică) de la USM. 
2003-2025 activează în cele mai importante structuri profesionale care promovează politica statului în domeniu; participă la elaborarea documentelor care reglementează funcționarea domeniului: coautor – Legea cu privire la activitatea editorială (2000 cu modificărilor ulterioare (2003, 2011, 2023); membru grup de lucru – Legea cu privire la biblioteci; coautor – regulamente și acte normative referitoare la domeniu; coautor – Strategia de dezvoltare a CNCRM (2006-2015, 2016-2019, 2021-2024); A inițiat elaborarea (coordonator al grupului de lucru) primului standard național SM 356:2023 Înregistrarea bibliografică. Descrierea bibliografică, adaptat la normele internaționale ISBD, intrat în vigoare la 12.12.2023; coautor – Metodologia de aplicare a standardului "SM 356:2023 Înregistrarea bibliografică. Descrierea bibliografică".

## Contribuții științifice
A avut o contribuție esențială în cercetarea și promovarea patrimoniului național de documente. Activitatea științifică (autor, coautor, coordonator, redactor responsabil) în domeniul bibliografiei s-a materializat în cele 8 volume din repertoriul național, "Cărțile Moldovei", care au acoperit întreaga perioadă: 1924-2000; 2 volume "Publicațiile periodice ale Moldovei" (1924-1985); 8 volume "Seriale" (2000-2021); 5 culegeri statistice "Publicațiile Moldovei" (1986-2015); 60 numere al revistei lunare "Cronica presei" (1994-1998); 312 numere ale revistei lunare "Bibliografia Națională a Moldovei" (1999-2025), înregistrată în Registrul International al Bibliografiilor Naționale, IFLA, de rând cu bibliografiile naționale ale țărilor lumii. Administrează bazele de date "Bibliografia Națională", "Cărți în curs de apariție". 
Cercetător înnăscut, deține identificatorul standard de autor ORCID (Open Researcher and Contributor ID), ce permite identificarea contribuțiilor științifice ale autorului.
Apreciată expert în domeniu, ține cursuri la bibliotecile publice, naționale și universitare în calitate de formator național. A contribuit la elaborarea și redactarea a numeroase bibliografii și biobibliografii ale personalităților marcante, editate de Biblioteca Științifică ULIM, UTM (1993-2014). 
Începând cu anul 2019, activitatea profesională este nemijlocit legată de formarea profesională continuă, contribuind la dezvoltarea competențelor profesionale ale personalului din instituție, ale bibliotecarilor. Contribuie substanțial la eficientizarea activității organismelor de dirijare profesională: Consiliul Biblioteconomic Național – președinte de comisie, membru grup de lucru (1994-2018, 2019-2025), Comitetul Tehnic nr. 1 "Biblioteconomie. Informare. Documentare" – membru, coordonator grup lucru (2019-2025).
Prin publicarea unor lucrări fundamentale, s-a afirmat ca personalitate marcantă cu realizări științifice remarcabile. Publică peste 600 de lucrări, monografii, studii științifice, articole în reviste, culegeri și ziare de specialitate din țară și de peste hotare, atât în format tradițional, cât și în format electronic, a coordonat, redactat și supervizat alte zeci de scrieri de specialitate

## Distincții
- Medalia "Mihai Eminescu" (2000)
- Diploma Guvernului Republicii Moldova de gradul întâi (2012, 2024)
- Medalia ULIM (2002)
- Medalia USM (2007)
- Diplomă de onoare a Ministerului Culturii (1999, 2002, 2007, 2012, 2022)
- Diplomă a Ministerului Educației (2013, 2021)
- Diplomă de gratitudine a Institutului de Standardizare din Moldova (2023)
- Premiul Național GALEX (2021) pentru cea mai bună lucrare în biblioteconomie
- Premiul Mare pentru lucrările "Cărțile Moldovei, 1996-2000" (2007), "Protoiereu Mitrofor Petru Buburuz – Magistru în Teologie : Monografie bibliografică" (2023) în cadrul Concursului Național ABRM "Cele mai reușite lucrări în domeniul biblioteconomiei și științe ale informării"
- Premiul I pentru lucrările "Bibliografia Națională a Moldovei" (2023), "Seriale = Serials" (2023) în cadrul Concursului Național ABRM "Cele mai reușite lucrări în domeniul biblioteconomiei și științe ale informării"
- Premiul II pentru lucrarea "Metodologia de aplicare a GOST-ului 7.1-2003 "Înregistrarea bibliograﬁcă. Descrierea bibliografică" (2016) în cadrul Concursului Național ABRM "Cele mai reușite lucrări în domeniul biblioteconomiei și științe ale informării"
- Diploma Asociației Bibliotecarilor din Republica Moldova (2002, 2007, 2008, 2012, 2016, 2021)
- Cel mai bun bibliotecar al anului (2001)
- Trofeul Notorium (2025)

## Publicații

### Legi
1. Legea cu privire la activitatea editorială Nr 939/2000 : cu modificări 2001, 2003, 2005, 2006, 2008, 2010, 2012, 2018, 2022, 2023 / [autori: Ecaterina Cibotaru, Valentina Chitoroagă] // Monitorul Oficial al Republicii Moldova. – 2023. – Nr 53/56. – P. 7-12 ; Idem [Resursă electronică]. – Disponibil: https://www.legis.md/cautare/getResults?doc_id=140658&lang=ro#.

### Regulamente
1. Regulament de funcționare a depozitului legal de documente în Republica Moldova : aprobat: Ordinul Ministerului Culturii nr. 79 din 5 mai 2015 / [elaborare: Valentina Chitoroagă] // Monitorul Oficial al Republicii Moldova. – 2015. – 15 mai (Nr 115/123). – P. 156-158 ; Idem [Resursă electronică]. – Disponibil: https://www.legis.md/cautare/getResults?doc_id=67029&lang=ro.
2. Regulament de funcționare a Sistemului ISBN în Republica Moldova : aprobat: Ordinul Ministerului Culturii nr. 79 din 5 mai 2015 / [elaborare: Valentina Chitoroagă] // Monitorul Oficial al Republicii Moldova. – 2015. – 15 mai (Nr115/123). – P. 158-162 ; Idem [Resursă electronică]. – Disponibil: https://www.legis.md/cautare/getResults?doc_id=67029&lang=ro.
3. Regulament de funcționare a Sistemului ISSN în Republica Moldova : aprobat: Ordinul Ministerului Culturii nr. 79 din 5 mai 2015 / [elaborare: Valentina Chitoroagă] // Monitorul Oficial al Republicii Moldova. – 2015. – 15 mai (Nr115/123). – P. 162-165 ; Idem [Resursă electronică]. – Disponibil: https://www.legis.md/cautare/getResults?doc_id=67029&lang=ro.
4. Положение о функционировании обязательного экземпляра документов в Республике Молдова : утв. Приказом Министерства культуры № 79 от 5.05.2015 г. / [составитель: Валентина Китороагэ] // Monitorul Oficial al Republicii Moldova. – 2015. – 15 мая (Nr 115/123). – С. 121-123 ; Idem [Resursă electronică]. – Disponibil: https://www.legis.md/cautare/getResults?doc_id=67029&lang=ru.
5. Положение о функционировании системы ISBN в Республике Молдова : утв. Приказом Министерства культуры № 79 от 5.05.2015 г. / [составитель: Валентина Китороагэ] // Monitorul Oficial al Republicii Moldova. – 2015. – 15 мая (Nr 115/123). – С. 123-127 ; Idem [Resursă electronică]. – Disponibil: https://www.legis.md/cautare/getResults?doc_id=67029&lang=ru.
6. Положение о функционировании системы ISSN в Республике Молдова : утв. Приказом Министерства культуры № 79 от 5.05.2015 г. / [составитель: Валентина Китороагэ] // Monitorul Oficial al Republicii Moldova. – 2015. – 15 мая (Nr115/123). – С. 127-131 ; Idem [Resursă electronică]. – Disponibil: https://www.legis.md/cautare/getResults?doc_id=67029&lang=ru.

### Acte normative instituționale
1. Direcțiile strategice ale Camerei Naționale a Cărții din Republica Moldova 2018-2022 / elaborare : Valentina Chitoroagă. – Chișinău : [CNCRM], 2018. – 30 cm. – 7 p.
2. Nomenclatorul dosarelor Camerei Naționale a Cărții / elaborare : Valentina Chitoroagă. – Chișinău : [CNCRM], 2019. – 30 cm. – 2 p.
3. Politici de resurse umane la Camera Națională a Cărții din Republica Moldova / elaborare : Valentina Chitoroagă. - Chișinău : [CNCRM], 2020. – 30 cm. – 5 p.
4. Politici de formare continuă a personalului de specialitate a CNCRM / elaborare : Valentina Chitoroagă. - Chișinău : [CNCRM], 2019. – 30 cm. – 4 p.
5. Regulament cu privire la acordarea ajutorului material salariaților Camerei Naționale a Cărții / elaborare : Valentina Chitoroagă. – Chișinău : [CNCRM], 2018. – 30 cm. – 2 p.
6. Regulament cu privire la condițiile de cumulare a atribuțiilor unor funcții vacante sau temporar vacante în cadrul Camerei Naționale a Cărții / elaborare : Valentina Chitoroagă. – Chișinău : [CNCRM], 2018. – 30 cm. – 23 p.
7. Regulament cu privire la modul de calculare a salariului mediu lunar luat în calcul la stabilirea diferenței de salariu și plăților compensatorii personalului Camerei Naționale a Cărții / elaborare : Valentina Chitoroagă. – Chișinău : [CNCRM], 2018. – 30 cm. – 4 p.
8. Regulament cu privire la modul de determinare a perioadei de vechime în muncă pentru stabilirea treptelor de treptelor de salarizare angajaților Camerei Naționale a Cărții / elaborare : Valentina Chitoroagă. – Chișinău : [CNCRM], 2018. – 30 cm. – 4 p.
9. Regulament cu privire la modul de stabilire a sporului pentru performanță personalului Camerei Naționale a Cărții / elaborare : Valentina Chitoroagă. – Chișinău : [CNCRM], 2018. – 30 cm. – 7 p.
10. Regulamentul cu privire la Sistemul de formare profesională continuă a personalului de specialitate din cadrul Camerei Naționale a Cărții / elaborare : Valentina Chitoroagă. – Chișinău : [CNC], 2019. – 30 cm. – 11 p.
11. Regulamentul de gestionare a colecțiilor de bibliotecă / elaborare : Valentina Chitoroagă et. al. – Chișinău : [CBN], 2018. – 30 cm. – 7 p.
12. Regulamentul privind pregătirea și depunerea actelor în arhiva Camerei Naționale a Cărții /elaborare : Valentina Chitoroagă. – Chișinău : [CNC], 2019. – 30 cm. – 4 p.

### Standarde
1. SM 356:2023. Informare și Documentare. Înregistrarea bibliografică. Descrierea bibliografică : Cerințe și reguli de aplicare : Aprobat prin hotărârea INS nr. 01.140.20 din 12.12. 2023 / Institutul de Standardizare din Moldova, Camera Na-țională a Cărții din Republica Moldova ; grupul de lucru: Valentina Chitoroagă, Renata Cozonac, Ludmila Hometkovski, Ludmila Corghenci, Elena Bordian, Aculina Mihaluța. ─ Chișinău : ISM : CNCRM, 2023. – III, 84 p. – (Standard Moldovenesc). – Text : nemediat + Теxt (vizual) : electronic.

### Monografii
1. Clasificarea Zecimală Universală : Tabele prescurtate / Camera Naț. a Cărții din Rep. Moldova ; ed. îngrijită și adapt.: Valentina Chitoroagă ; tehnored. computerizată și design: Renata Cozonac. – Chișinău : Camera Națională a Cărții, 2017 (Tipogr. "Print-Caro"). – 189, [1] p. : tab. ; 30 cm. – 1000 ex. – ISBN 978-9975-49-245-4. – [CNCRM 2017-560].
2. Clasificarea Zecimală Universală : Tabele prescurtate / Camera Naț. a Cărții din Rep. Moldova ; elaborare: Valentina Chitoroagă ; tehnoredactare computerizată și design: Renata Cozonac. – Ed. a 2-a, modif. și compl. – Chișinău : Camera Națională a Cărții, 2023 (Print-Caro). – 190 p. – 100 ex. – ISBN 978-9975-49-245-4.
3. Descrierea bibliografică a documentelor : Ghid în sprijinul implementării standardului interstatal ГОСТ 7.1-2003 "Библиографическая запись. Библиографическое описание. Общие требования и правила составления" : (elab. de bibliografii) / Natalia Ghimpu, Valentina Chitoroagă, Tatiana Panaghiu ; red. șt.: Ludmila Corghenci ; ed. îngrijită de Zinaida Sochircă. – Chișinău : ULIM, 2010. – 91 p. : tab. ; 21 cm. – (Colecția "TehnoBIB" ; Fascicula 1, ISBN 978-9975-101-24-0). – Aut. sunt indicați pe vs. f. de tit. – Text parțial: lb. rusă. – 50 ex. – ISBN 978-9975-101-25-7. – [CNCRM 2010-446].
4. Elaborarea lucrărilor bibliografice (bibliografiilor) : ghid metodologic / Chitoroagă Valentina. – Chișinău: CNCRM, 2014. – 100 p. – În colaborare cu Ludmila Corghenci, director adjunct, DIB ULIM.
5. Metodologie de aplicare a GOST-ului 7.1-2003 "Библиографическая запись. Библиографическое описание : Общие требования и правила составления = Înregistrarea bibliografică. Descrierea bibliografică" : Cerințe și reguli generale de alcătuire" / Valentina Chitoroagă (coord.), Silvia Hăbășescu (contribuții) ; Consiliul Biblioteconomic Național, Camera Naț. a Cărții din Rep. Moldova. – Chișinău : S. n., 2016 (Tipogr. "Print-Caro"). – 152 p. : tab. ; 30 cm. – Referințe bibliogr.: p. 149 (10 tit.). – Index : p. 150-152. – 100 ex. – ISBN 978-9975-49-153-2. – [CNCRM 2016-1343].
6. Chitoroagă, Valentina. Metodologia de aplicare a normelor SM 356:2023 "Informare și Documentare. Înregistrarea bibliografică. Descrierea bibliografică: Cerințe și reguli de aplicare" / Valentina Chitoroagă, Renata Cozonac ; Camera Națională a Cărții din Republica Moldova. – Chișinău : CNCRM, 2024 (Print-Caro). – 145 p. ; 30 cm. – 510 ex. –ISBN 978-9975-49-674-2. – ISBN 978-9975-49-675-9 (cartonată) (PDF) : [100,00] lei ; 0,590 kg. – [CNCRM 2024-180].

### Bibliografia retrospectivă a cărții moldovenești (1924-2000)
1. Cărțile Moldovei Sovietice = Книги Советской Молдавии : bibliogr : [în 2 părți] / Camera de Stat a Cărții ; alcăt.: M. Dârul, V. Bordeianu-Chitoroagă, V. Bârca [et. al] ; red. șt., cuvânt introd.: Ion Madan. – Chișinău: Cartea Moldovenească, 1974. – 1924-1964 : P. 1. – 1974. – 599 p. – 3000 ex. – Ind. de nume, tit., materii, geogr. – Cu alfabet chirilic. – [CNCRM 1974-1511].
2. Cărțile Moldovei Sovietice = Книги Советской Молдавии : ind. al lit. : [în 2 părți] / Camera de Stat a Cărții; alcăt.: M.N. Dârul, V. S. Bordeianu-Chitoroagă, L. I. Bianchina [et.al] ; red. șt. și bibliogr.: I. C. Madan. – Chișinău: Cartea Moldovenească, 1976. – 1924-1964 : P. 2. – 1976. – 479 p. – 2200 ex. – Ind. de nume, tit., materii, geogr. – Cu alfabet chirilic. – [CNCRM 1976-1658]
3. Cărțile Moldovei Sovietice = Книги Советской Молдавии : ind. bibliogr. de stat / alcătuitori: V. S. Bordeianu-Chitoroagă, V. F. Tarasova ; resp. de ed. V. S. Bordeianu-Chitoroagă. – Chișinău : Cartea Moldovenească, 1982. – 1965-1970. – 1982. – 806 p. – 1600 ex. – Ind. de nume, tit., geogr. – Cu alfabet chirilic. – [CNCRM 1982-1095].
4. Cărțile Moldovei Sovietice = Книги Советской Молдавии : ind. bibliogr. de stat / Camera de Stat a Cărții din RSSM ; alcăt. V. S. Bordeianu-Chitoroagă [et. al] ; resp. de ed. : V. S. Bordeianu-Chitoroagă. – Chișinău: Cartea Moldovenească, 1984. – 1971-1975. – 1984. – 806 p. – 1600 ex. – Ind. de nume, tit., geogr. – Cu alfabet chirilic. – [CNCRM 1984-1164].
5. Cărțile Moldovei Sovietice = Книги Советской Молдавии : ind. bibliogr. de stat / Camera de Stat a Cărții din RSSM ; alcăt. V. S. Chitoroagă, V. F. Tarasova, E. I. Tricolici [et.al] ; red. bibliogr. M. N. Dârul. – Chișinău: Cartea Moldovenească, 1985. – 1976-1980. – 1985. – 810 p. – 1600 ex. – Ind. de nume, tit., geogr. – Cu alfabet chirilic. – [CNCRM 1985-586].
6. Cărțile Moldovei Sovietice = Книги Советской Молдавии / Camera de Stat a Cărții din RSSM ; alcăt.: V. S. Chitoroagă [et al.]; red. bibliogr. V. S. Chitoroagă. – Chișinău: Cartea Moldovenească, 1988. – 1981-1985. – 1988. – 855, [3] p. – Ind. de nume, tit., de materii, geogr. – Cu alfabet chirilic. – 855 ex. – ISBN 5-362-00315-1 (copertată). – [CNCRM 1988-1333].
7. Cărțile Moldovei = Moldova's books : Indice bibliogr. naț. / Camera Naț. a Cărții din Rep. Moldova ; alcăt.: Valentina Chitoroagă, Vera Tarasov; red. bibliogr. : Valentina Chitoroagă. – Chișinău : Camera Naț. a Cărții din Rep. Moldova, 2003 (F.E.-P. "Tipogr. Centrală"). – 1986-1990. – 2003. – 610, [2] p. – Text : lb. rom., rusă, etc. – F. preț, 250 ex. – ISBN 9975-9532-9-8 (copertată). – [CNCRM 2004-166].
8. Cărțile Moldovei = Moldova's Books : Repertoriu bibliografic național = National bibliographical repertory / director general: Renata Cozonac ; autori: Valentina Chitoroagă, Vera Tarasov, Renata Cozonac, Oxana Perciun-Chitoroagă, Mireya Roșca ; redactor responsabil și coordonator: Valentina Chitoroagă ; Camera Națională a Cărții din Republica Moldova. – Chișinău : CNCRM, 2023 (Print-Caro) . – ISBN 978-9975-49-250-8. – Texte : lb. rom., engl., fr. etc. – 1991-2000. – 2023. – 838 p. – (Manuscris).

### Bibliografia retrospectivă a periodicilor moldovenești (1924-2022)
1. Publicațiile periodice ale Moldovei Sovietice = Периодические издания Советской Молдавии / alcăt. V. S. Bordeianu- Chitoroagă, V. F. Tarasova, T. F: Stanciu ; resp. de ed. : V. S. Bordeianu-Chitoroagă, M. N. Dârul. – Chișinău: Cartea Moldovenească, 1979. – 1924-1974. – 1979. – 420 p. – 1800 ex. – Ind. de nume, tit., de materii, geogr. – Cu alfabet chirilic. – [CNCRM 1979-1704].
2. Publicațiile periodice ale Moldovei Sovietice = Периодические издания Советской Молдавии : ind. bibliogr. de stat / alcătuitori: Valentina Chitoroagă, Nina Roșcovan, Larisa Buză [et.al] ; red. bibliogr.: Mihail Dârul. – Chișinău: Cartea Moldovenească, 1990. – 1975-1985. – 1990. – 217, [3] p. – 1200 ex. – ISBN 5-362-00768-8. – [CNCRM 1990-625].
3. Seriale = Serials : Se ed. din anul 1973 : Apare anual / Camera Naț. a Cărții din Rep. Moldova ; alcăt. : Valentina Chitoroagă, Renata Cozonac, Maria Ciobanu [et al.] ; red. resp. și coord. : Valentina Chitoroagă ; design: Renata Cozonac. – Chișinău : Camera Naț. a Cărții din Rep. Moldova, 2010 (Tipogr. "Valinex"). – 20 cm. – ISSN 1857-0577. – ISBN 978-9975-49-028-3. – (Bibliografia Naționala a Moldovei). – 2005-2006. – 2010. – 134, [1] p. (595 tit.). – Texte: lb. rom., rusă, etc. – 100 ex. – ISBN 978-9975-49-029-0. – [CNCRM 2010-1042].
4. Seriale = Serials : Se ed. din anul 1973 : Apare anual / Camera Naț. a Cărții din Rep. Moldova ; alcăt. : Valentina Chitoroagă [et al.] ; red. resp. și coord. : Valentina Chitoroagă ; design: Renata Cozonac. – Chișinău : Camera Naț. a Cărții din Rep. Moldova, 2012 (Tipogr. "Valinex"). – 20 cm. – ISSN 1857-0577. – ISBN 978-9975-49-028-3. – (Bibliografia Naționala a Moldovei). – 2007-2008. – 2012. – 160 p. – Texte: lb. rom., rusă, alte lb. străine. – 25 ex. – ISBN 978-9975-49-090-0. – [CNCRM 2012-672].
5. Seriale = Serials : Se editează din anul 1973 : Apare anual / Camera Naț. a Cărții din Rep. Moldova ; red. resp., coord. : Valentina Chitoroagă ; design : Renata Cozonac. – Chișinău : Camera Națională a Cărții, 2016 (Tipogr. "Print-Caro") – . – 21 cm. – (Bibliografia Națională a Moldovei). – ISSN 1857-0577. – ISBN 978-9975-49-028-3. – 2009 / alcăt.: Valentina Chitoroagă, Renata Cozonac, Oxana Perciun [et al.]. – 2016. – 124 p. – Tit. paral.: lb. rom., engl. – Text : lb. rom., rusă, alte lb. străine. – 25 ex. – ISBN 978-9975-49-211-9. – [CNCRM 2016-606].
6. 2010 / alcăt.: Valentina Chitoroagă, Renata Cozonac, Tatiana Marițoi. – 2017. – 124 p. – Tit. paral.: lb. rom., engl. – Text : lb. rom., rusă, alte lb. străine. – 25 ex. – ISBN 978-9975-49-242-0. – ISBN 978-9975-49-244-7 (PDF). – [CNCRM 2017-285].
7. Seriale = Serials : Se editează din anul 1973 / director general: Renata Cozonac ; autori: Valentina Chitoroagă, Renata Cozonac, Tatiana Marițoi ; redactor responsabil și coordonator: Valentina Chitoroagă ; Camera Națională a Cărții din Republica Moldova. – Chișinău : CNCRM, 2022 (Print-Caro) – . – 21 cm. – (Colecția "Bibliografia Națională a Moldovei", ISBN 978-9975-49-526-4). – ISSN 1857-0577. – E-ISSN 2537-6357. – ISBN 978-9975-49-028-3. – Texte : lb. rom., engl., rusă etc. – 25 ex. – 2011-2015. – 2022. – 245 p. – 25 ex. – ISBN 978-9975-49- 527-1. – ISBN 978-9975-49-528-8 (PDF). – [CNCRM 2022-1115].
8. 2011-2015. – 2022. – 245 p. – 25 ex. – ISBN 978-9975-49-527-1. – ISBN 978-9975-49-528-8 (PDF). – [CNCRM RE 2022-242].

### Lucrări jubiliare
1. "Bibliografia Națională: 50 ani de la apariția primului număr al "Cronicii Presei", conf. șt.-practică (2008, Chișinău). Materiale promoționale consacrate conferinței științifico-practice "Bibliografia Națională: 50 ani de la apariția primului număr al "Cronicii Presei" / Camera Naț. a Cărții ; dir. gen. : Valentina Chitoroagă. – Chișinău : CNC, 2008. – Ofset color ; 30 cm. – Conține : 1. Invitație-program ; 2. Informație generală : Ghidul utilizatorului ; 3. Lista publicațiilor Camerei Naționale a Cărții propuse spre realizare ; 4. "Bibliografia Națională a Moldovei" : etape de dezvoltare și perspective : [art.] / Valentina Chitoroagă ; 5. Noi traiectorii informațional-manageriale ale dezvoltării și accesului la serviciile CNC / Renata Cozonac ; 6. Depozitul Legal de documente – suport în elaborarea Bibliografiei Naționale : (Aspecte statistice și de logistică) / Efimia Macrinici ; 7. Mesaj de felicitare al comitetului director al BNRM ; Carnet de note. – Apar într-o mapă comună. – 100 ex. – ISBN 978-9975-9532-7-6. – [A 2008-161].
2. Camera Națională a Cărții = National Book Chamber = Национальная книжная палата, 1957-1997 : 40 de ani de la înființare / aut.-alcăt.: Valentina Chitoroagă. – Chișinău : Camera Națională a Cărții, 1997. – 53 p.; 20 cm. – Lista publicațiilor Camerei Naționale a Cărții din Rep. Moldova: p. 40-48. – ISBN 9975-9532-0-4. – F. preț, 110 ex. – [CNCRM 1997-743].
3. Camera Națională a Cărții = National Book Chamber = Национальная книжная палата, 1957-2002 : 45 de ani / aut. : Valentina Chitoroagă,...; ed. îngrijită de Valentina Chitoroagă. – [Ed. jubiliară]. – Chișinău : Camera Naț. a Cărții, 2002. – 173 p.: fotogr. – Aut. sunt indicați la p. 4. – Texte: lb. rom., engl., rusă. – Publ. Camerei Naț. a Cărții din Rep. Moldova: p. 51-54. – Publ. despre Camera Naț. a Cărții p. 55-62. – Apare cu sprijinul financ. și al F.E.-P. "Tipogr. Centrală". – ISBN 9975-9532-6-3 – F. preț, 500 ex. – [CNCRM 2002-984]
4. Camera Națională a Cărții : 50 de ani // Magazin bibliologic  : ser. nouă / fondatori : Bibl. Naț., Asoc. Bibliotecarilor din Rep. Moldova, Soc. Bibliophililor ; editor: Bibl. Naț. a Moldovei ; număr editat în colaborare cu Valentina Chitoroagă, director general al Camerei Naționale a Cărții ; red.-șef : Alexe Rău. – ISSN 1857-1476. – 2007, Nr 1. – Număr dedicat jubileuluii a 50 de ani de la fondarea Camerei Naționale a Cărții. – 2007. – Nr 1. – 86 p.: fotogr. – 150 ex. – [CNCRM S 2007-468].
5. Camera Națională a Cărții – 50 ani : [Materiale promoționale consacrate jubileului de 50 ani de la fondarea Camerei Naț. a Cărții din Rep. Moldova] / Camera Naț. a Cărții ; dir. gen. : Valentina Chitoroagă. – Chișinău : Camera Naț. a Cărții, 2007. – Ofset color ; 30 cm. – Conține : 1. Magazin bibliologic, Nr 1-2007 – Ediție jubiliară; 2. Invitație ; 3. Invitație-Program ; 4. Camera Națională a Cărții – 50 ani : [calendar]. – Apar într-o mapă comună. – 100 ex. – [A 2008-160].
6. Camera Națională a Cărții – 55 ani : [Materiale promoționale consacrate aniversării de 55 ani de la fondarea Camerei Naț. a Cărții din Rep. Moldova] / Camera Naț. a Cărții ; dir. gen. : Valentina Chitoroagă. – Chișinău : Camera Naț. a Cărții, 2012. – Ofset color ; 30 cm. – Conține : 1. Revista Camerei Naționale a Cărții, Nr 1-2012; 2. Invitație ; 3. Invitație-Program ; 4. Camera Națională a Cărții – 55 ani : ghid. – Apar într-o mapă/sacoșă comună. – 100 ex. – [A 2008-160].

### Lucrări metodologice
1. Cercetarea necesităților de formare profesională continuă a personalului de specialitate a Camerei Naționale a Cărții din Republica Moldova : Studiu de caz / Renata Cozonac, Valentina Chitoroagă ; Camera Națională a Cărții din Republica Moldova. – Chișinău : CNCRM, 2021 (Tipogr. "Print-Caro"). – 31 p. : diagr., fig., tab. color ; 30 cm. – 10 ex. – ISBN 978-9975-49-484-7. – DOI 10.5281/zenodo.4587995. – [CNCRM 2021-546]. – Idem : Resursă electronică. - Cerințe de sistem: PDF Reader. – ISBN 978-9975-49-484-7. – ISBN 978-9975-49-485-4 (PDF). – [RE 2021-77].
2. Ordonarea notițelor bibliografice în bibliografii bazată pe clasificarea zecimală universală : Tab. de clasificare / Camera Naț. a Cărții din Rep. Moldova; elab. : Valentina Chitoroagă. – Chișinău : Camera Naț. a Cărții din Rep. Moldova, 2002. – 101 p. – ISBN 9975-9532-1-2. – [CNCRM 2002-966].
3. Ordonarea notițelor bibliografice în bibliografii bazată pe Clasificarea Zecimală Universală : Tab. de clasificare / Camera Naț. a Cărții din Rep. Moldova; elab. : Valentina Chitoroagă. – Ed. a 2-a modif. și compl. – Chișinău : Camera Naț. a Cărții din Rep. Moldova, 2008 (Tipogr. "Valinex" SA). – 93 p. ; 20 cm. – 500 ex. – ISBN 978-9975-9730-2-1. – [CNCRM 2008-1990][1].
4. Sistemele de numerotare și de marcaj simbolic al cărților și publicațiilor periodice = Системы нумерации и символьной маркировки книг и периодических изданий / Asoc. Naț. de Identificare Automată EAN Moldova, Camera Naț. a Cărții; coord. : Valentina Chitoroagă, Galina Bârsan. – Chișinău: S. n., 2003. – 60 p.: il. – Text paral. : lb. rom., rusă. – F. f. de tit. – [CNCRM 2003-249]. –Idem [resursă electronică]. – Disponibil: https://gs1md.org/wp-content/uploads/2016/06/EANbook_ro.pdf
5. Strategia de dezvoltare a Camerei Naționale a Cărții din Republica Moldova / Renata Cozonac, Valentina Chitoroagă, Ludmila Corghenci, Ecaterina Rudakov ; consultant: Gheorghe Prini ; Camera Națională a Cărții din Republica Moldova. – Chișinău : CNCRM, 2020 (Tipogr. "Print-Caro") – . – 29 cm. – ISBN 978-9975-49-481-6. – 2021-2024. – 2020. – 31 p. : tab. color. – ISBN 978-9975-49-482-3. – ISBN 978-9975-49-483-0 (PDF). – DOI 10.5281/zenodo.4584597. – [CNCRM 2021-545].
6. Utilizarea Clasificării Zecimale Universale la formarea structurii bibliografiilor : Instrucțiune / elab. : Valentina Chitoroagă. – Chișinău : Camera Naț. a Cărții din Rep. Moldova, 2001. – 47 p.
7. Utilizarea CZU în formarea structurii Bibliografiei Naționale a Moldovei : Ghid metodologo-practic / Camera Naț. a Cărții din Rep. Moldova ; elab.: Valentina Chitoroagă, Renata Cozonac. – Ed. a 2-a, rev. și modificată. – Chișinău : CNCRM, 2019. – 64, [1] p. : scheme color ; 21 cm. – 25 ex. – ISBN 978-9975-49-351-2. – [CNCRM 2019-1763].

### Bibliografia Națională a Moldovei (1999-2025)
1. Bibliografia Națională a Moldovei = National Bibliography of Moldova : Se editează din anul 1958 : Apare lunar / director general: Renata Cozonac ; autori: Valentina Chitoroagă, Renata Cozonac, Ecaterina Gheorghița, Ludmila Hometkovski, Efimia Macrinici, Cristina Chirilov, Maria Onofraș, Ludmila Corghenci, Claudia Marciuc ; redactor responsabil și coordonator, prefață: Valentina Chitoroagă ; traducere în engleză, tehnoredactare computerizată, design : Renata Cozonac ; Camera Națională a Cărții din Republica Moldova. – Chișinău : CNCRM, 1999-2022 (Print-Caro) – . – 21 cm. – (Colecția "Bibliografia Națională a Moldovei", ISBN 978-9975-49-526-4). – ISSN 1857-0550. – E-ISSN 1857-3266. – ISBN 978-9975-9730-3-8. – Texte : lb. rom., engl., rusă etc. – 25 ex. – Continuă edițiile "Cronica Presei RSS Moldovenești (1958-1990), ISSN 0201-6761 ; "Cronica Presei" (1991-1998), ISSN 1026-3411. – Nr 1, 1999. – 1999. – 95 p. – [CNCRM 2000-146]
2. Nr 2, 1999. – 2000. – 83 p. – [CNCRM 2000-689]
3. Nr 3, 1999. – 1999. – 141 p. – [CNCRM 2000-271]
4. Nr 4, 1999. – 1999. – 151 p. – [CNCRM 1999-957]
5. Nr 5, 1999. – 1999. – 124 p. –  [CNCRM 1999-1002]
6. Nr 6, 1999. – 1999. – 178 p. – [CNCRM 1999-1003]
7. Nr 7, 1999. – 127 p. – 100 ex. – [CNCRM 2000-147]
8. Nr 8, 1999. – 1999. – 86 p. – [CNCRM 2000-67]
9. Nr 9, 1999. – 1999. – 156, [1] p. – [CNCRM 2000-148]
10. Nr 10, 1999. – 137 p. – [CNCRM 2000-149]
11. Nr 11, 1999. – 1999. – 142 p. – [CNCRM 2000-178]
12. Nr 12, 1999. – 1999. – 252 p. – [CNCRM 2000-431]
13. Nr 1, 2000. – 2000. – 134 p. – [CNCRM 2000-432]
14. Nr 2, 2000. – 2000. – 151 p. – [CNCRM 2000-460]
15. Nr 3, 2000. – 2000. – 201 p. – [CNCRM 2000-690]
16. Nr 4, 2000. – 2000. – 144 p. – [CNCRM 2000-691]
17. Nr 5, 2000. – 2000. – 121 p. – [CNCRM 2000-728]
18. Nr 6, 2000. – 2000. – 163 p. – [CNCRM 2000-952]
19. Nr 7, 2000. – 2000. – 140 p. – [CNCRM 2000-951]
20. Nr 8, 2000. – 2000. – 118 p. – [CNCRM 2000-1146]
21. Nr 9, 2000. – 2000. – 199 p. – [CNCRM 2000-1145]
22. Nr 10, 2000. – 2000. – 138 p. – [CNCRM 2001-82]
23. Nr 11, 2000. – 2000. – 165 p. – [CNCRM 2001-104]
24. Nr 12, 2000. – 2000. – 322 p. – [CNCRM 2001-353]
25. Nr 1, 2001. – 2001. – 148 p. – [CNCRM 2001-375]
26. Nr 2, 2001. – 2001. – 204 p. – [CNCRM 2001-439]
27. Nr 3, 2001. – 2001. – 214 p. – [CNCRM 2001-560]
28. Nr 4, 2001. – 2001. – 154 p. – [CNCRM 2001-731]
29. Nr 5, 2001. – 2001. – 162 p. – [CNCRM 2001-957]
30. Nr 6, 2001. – 2001. – 248 p. – [CNCRM 2001-1026]
31. Nr 7, 2001. – 2001. – 178 p. – [CNCRM 2001-1716]
32. Nr 8, 2001. – 2001. – 187 p. – [CNCRM 2001-1239]
33. Nr 9, 2001. – 2001. – 221 p. – [CNCRM 2001-1371]
34. Nr 10, 2001. – 2001. – 165 p. – [CNCRM 2002-1892]
35. Nr 11, 2001. – 2002. – 197 p. – [CNCRM 2002-95]
36. Nr 12, 2001. – 2002. – 292 p. – [CNCRM  2002-1893]
37. Nr 1, 2002. – 2002. – 140 p. – 100 ex. – [CNCRM 2002-530]
38. Nr 2, 2002. – 2002. – 152 p. – 100 ex. – [CNCRM 2002-985]
39. Nr 3, 2002. – 2002. – 214 p. – 100 ex. – [CNCRM 2002-986]
40. Nr 4, 2002. – 2002. – 180 p. – 100 ex. – [CNCRM 2002-987]
41. Nr 5, 2002. – 2002. – 176 p. – 100 ex. – [CNCRM 2002-1006]
42. Nr 6, 2002. – 2002. – 216 p. – 100 ex. – [CNCRM 2002-1344]
43. Nr 7, 2002. – 2002. – 163 p. – 100 ex. – [CNCRM 2002-1656]
44. Nr 8, 2002. – 2002. – 172 p. – 100 ex. – [CNCRM 2002-1789]
45. Nr 9, 2002. – 2002. – 214 p. – 100 ex. – [CNCRM 2002-1808]
46. Nr 10, 2002. – 2002. – 169 p. – 100 ex. – [CNCRM 2002-1810]
47. Nr 11, 2002. – 2003. – 193 p. – 100 ex. – [CNCRM 2003-962]
48. Nr 12, 2002. – 2003. – 314 p. – 100 ex. – [CNCRM 2003-963]
49. Nr 1, 2003. – 2003. – 197, [1] p. – 100 ex. – [CNCRM 2003-964]
50. Nr 2, 2003. – 2003. – 182 p. – 100 ex. – [CNCRM 2003-975]
51. Nr 3, 2003. – 2003. – 219 p. – 100 ex. – [CNCRM 2003-976]
52. Nr 4, 2003. – 2003. – 163 p. – 100 ex. – [CNCRM 2003-1397]
53. Nr 5, 2003. – 2003. – 146 p. – 100 ex. – [CNCRM 2003-1584]
54. Nr 6, 2003. – 2003. – 239, [1] p. – 100 ex. – [CNCRM 2003-1585]
55. Nr 7, 2003. – 2003. – 178 p. – 100 ex. – [CNCRM 2003-1770]
56. Nr 8, 2003. – 2003. – 187, [1] p. –100 ex. – [CNCRM 2004-142]
57. Nr 9, 2003. – 2003. – 262, [1] p. – 100 ex. – [CNCRM 2004-143]
58. Nr 10, 2003. – 2003. – 198, [1] p. – 100 ex. – [CNCRM 2004-144]
59. Nr 11, 2003. – 2003. – 215, [1] p. – 100 ex. – [CNCRM 2004-382]
60. Nr 12, 2003. – 2004. – 318 p. – 100 ex. – [CNCRM 2004-537]
61. Nr 1, 2004. – 2004. – 177, [1] p. – 100 ex. – [CNCRM 2004-634]
62. Nr 2, 2004. – 2004. – 186, [1] p. – 100 ex. – [CNCRM 2004-635]
63. Nr 3, 2004. – 2004. – 227 p. – [CNCRM 2004-2001]
64. Nr 4, 2004. – 2004. – 190 p. – 100 ex. – [CNCRM 2004-776]
65. Nr 5, 2004. – 2004. – 175 p. – 100 ex. – [CNCRM 2004-1225]
66. Nr 6, 2004. – 2004. – 243 p. – 100 ex. – [CNCRM 2004-1543]
67. Nr 7, 2004. – 2004. – 152 p. – 100 ex. – [CNCRM 2004-1585]
68. Nr 8, 2004. – 2004. – 185 p. – 100 ex. – [CNCRM 2005-196]
69. Nr 9, 2004. – 2004. – 229 p. –– 100 ex. – [CNCRM 2005-340]
70. Nr 10, 2004. – 2004. – 211 p. – 100 ex. – [CNCRM 2005-341]
71. Nr 11, 2004. – 2005. – 199 p. – 100 ex. – [CNCRM 2005-396]
72. Nr 12, 2004. – 2005. – 353 p. – 50 ex. – [CNCRM 2005-1032]
73. Nr 1, 2005. – 2005. – 176 p. – [CNCRM 2005-1447]
74. Nr 2, 2005. – 2005. – 213 p. – [CNCRM 2005-1448]
75. Nr 3, 2005. – 2005. – 276 p. – [CNCRM 2005-1449]
76. Nr 4, 2005. – 2005. – 207 p. – [CNCRM 2005-1564]
77. Nr 5, 2005. – 2005. – 196 p. – [CNCRM 2005-1565]
78. Nr 6, 2005. – 2005. – 269 p. – [CNCRM 2005-2240]
79. Nr 7, 2005. – 2005. – 159, [1] p. – [CNCRM 2005-2241]
80. Nr 8, 2005. – 2005. – 165 p. – [CNCRM 2006-201]
81. Nr 9, 2005. – 2005. – 254 p. – [CNCRM 2006-202]
82. Nr 10, 2005. –2005. –194 p. – [CNCRM 2006-142]
83. Nr 11, 2005. – 2005. – 199 p. – [CNCRM 2005-396]
84. Nr 12, 2005. – 2006. – 408 p. – [CNCRM 2006-847]
85. Nr 1, 2006. – 2006. – 222, [1] p. – [CNCRM 2006-1439]
86. Nr 2, 2006. – 2006. – 228 p. – [CNCRM 2006-1440]
87. Nr 3, 2006. – 2006. – 294 p. – [CNCRM 2006-2294]
88. Nr 4, 2006. – 2006. – 202 p. – [CNCRM 2006-2295]
89. Nr 5, 2006. – 2006. – 230 p. – [CNCRM 2006-2834]
90. Nr 6, 2006. – 2006. – 298 p. – [CNCRM 2006-2835]
91. Nr 7, 2006. – 2006. – 230 p. – [CNCRM 2006-2836]
92. Nr 8, 2006. – 2006. – 230 p. – [CNCRM 2006-2837]
93. Nr 9, 2006. – 2006. – 287 p. – [CNCRM 2007-571]
94. Nr 10, 2006. – 2006. – 220 p. – [CNCRM 2007-572]
95. Nr 11, 2006. – 2006. – 222 p. – [CNCRM 2007-1084]
96. Nr 12, 2006. – 2006. – 404 p. – [CNCRM 2007-1031]
97. Nr 1, 2007. – 2007. – 201 p. – [CNCRM 2007-1032]
98. Nr 2, 2007. – 2007. – 225 p. – [CNCRM 2007-1709]
99. Nr 3, 2007. – 2007. – 268 p. – [CNCRM 2007-1710]
100. Nr 4, 2007. – 2007. – 186 p. – [CNCRM 2007-1711]
101. Nr 5, 2007. – 2007. – 224 p. – [CNCRM 2007-1711]
102. Nr 6, 2007. – 2007. – 333 p. – [CNCRM 2007-2115]
103. Nr 7, 2007. – 2007. – 158 p. – [CNCRM 2007-2195]
104. Nr 8, 2007. – 2007. – 192 p. – [CNCRM 2007-2196]
105. Nr 9, 2007. – 2007. – 275 p. – [CNCRM 2007-2604]
106. Nr 10, 2007. – 2007. – 214 p. – [CNCRM 2007-2605]
107. Nr 11, 2007. – 2007. – 253 p. – [CNCRM 2007-2605]
108. Nr 12, 2007. – 2007. – 390 p. – [CNCRM 2008-733].
109. Nr 1, 2008. – 2008. – 234 p. – [CNCRM 2008-1083].
110. Nr 2, 2008. – 2008. – 268 p. – [CNCRM 2008-1183].
111. Nr 3, 2008. – 2008. – 291, [1] p. – [CNCRM 2008-1251].
112. Nr 4, 2008. – 2008. – 247 p. – [CNCRM 2008-1525].
113. Nr 5, 2008. – 2008. – 223 p. – [CNCRM 2008-1693].
114. Nr 6, 2008. – 2008. – 275 p. – [CNCRM 2008-2087].
115. Nr 7, 2008. – 2008. – 203 p. – [CNCRM 2008-2220].
116. Nr 8, 2008. – 2008. – 199 p. –ISBN 978-9975- 9730-4-5. – [CNCRM 2008-2255].
117. Nr 9, 2008. – 2008. – 244 p . – [CNCRM 2008-2495].
118. Nr 10, 2008. – 2008. – 199 p. – ISBN 978-9975- 9730-4-5. – [CNCRM 2008-2681].
119. Nr 11, 2008. – 2008. – 334 p. – ISBN 978-9975-9730-3-8. – [CNCRM 2009-371].
120. Nr 12, 2008. – 2009. – 410 p. – ISBN 978-9975-49-003-0. – [CNCRM 2009-766].
121. Nr 1, 2009. – 2009. – 235 p. – 50 ex. – ISBN 978-9975-49-004-7. – [CNCRM 2009-767].
122. Nr 2, 2009. – 2009. – 235 p. – 50 ex. – ISBN 978-9975-49-005-4. – [CNCRM 2009-768].
123. Nr 3, 2009. – 2009. – 256 p. – 50 ex. – ISBN 978-9975-49-006-1. – [CNCRM 2009-1133]
124. Nr 4, 2009. – 2009. – 222 p. – 50 ex. – ISBN 978-9975-49-007-8. – [CNCRM 2009-1158].
125. Nr 5, 2009. – 2009. – 201 p. – 50 ex. – ISBN 978-9975-49-008-5. – [CNCRM 2009-1312]
126. Nr 6, 2009. – 2009. – 245 p. – 50 ex. – ISBN 978-9975-49-009-2. – [CNCRM 2009-1337].
127. Nr 7, 2009. – 2009. – 169 p. – 50 ex. – ISBN 978-9975-49-010-8. – [CNCRM 2009-1336].
128. Nr 8, 2009. – 2009. – 147 p. (824 tit.). – 50 ex. – ISBN 978-9975-49-011-5. – [CNCRM 2009-1693].
129. Nr 9, 2009. – 2009. – 221 p. –50 ex. – ISBN 978-9975-49-012-2. – [CNCRM 2009-2103].
130. Nr 10, 2009. – 2009. – 220 p. – 50 ex. – ISBN 978-9975-49-013-9. – [CNCRM 2009-2104]
131. Nr 11, 2009. – 2009. – 202 p. – 50 ex. – ISBN 978-9975-49-014-6. – [CNCRM 2009-2172].
132. Nr 12, 2009. – 2009. – 271, [1] p. – 50 ex. – ISBN 978-9975-49-016-0. – [CNCRM 2010-157].
133. Nr 1, 2010. – 2010. – 187 p. – 50 ex. – ISBN 978-9975-49-024-5. – [CNCRM 2010-1040].
134. Nr 2, 2010. – 2010. – 165 p. – 50 ex. – ISBN 978-9975-49-025-2. – [CNCRM 2010-1041].
135. Nr 3, 2010. – 2010. – 216 p. – 50 ex. – ISBN 978-9975-49-026-9 (Print). – [CNCRM 2010-2106].
136. Nr 4, 2010. – 2010. – 189 p. – 50 ex. – ISBN 978-9975-49-027-6 (Print). – [CNCRM 2010-2107].
137. Nr 5, 2010. – 2010. – 211 p. – 50 ex. – ISBN 978-9975-49-030-6 (Print). – [CNCRM 2010-2283].
138. Nr 6, 2010. – 2010. – 244 p. – 50 ex. – ISBN 978-9975-49-031-3 (Print). – [CNCRM 2010-2284].
139. Nr 7, 2010. – 2011. – 193 p. – 50 ex. – ISBN 978-9975-49-032-0. – [CNCRM 2011-1013].
140. Nr 8, 2010. – 2011. – 177 p. – 50 ex. – ISBN 978-9975-49-039-9. – [CNCRM 2011-1014].
141. Nr 9, 2010. – 2011. – 238 p. – 50 ex. – ISBN 978-9975-49-040-5. – [CNCRM 2011-1015].
142. Nr 10, 2010. – 2011. – 205 p. – 50 ex. – ISBN 978-9975-49-045-0. – [CNCRM 2011-2393].
143. Nr 11, 2010. – 2011. – 220 p. – 50 ex. – ISBN 978-9975-49-046-7. – [CNCRM 2011-2394].
144. Nr 12, 2010. – 2011. – 311 p. – 50 ex. – ISBN 978-9975-49-061-0. – [CNCRM 2011-2395].
145. Nr 1, 2011. – 2011. – 207 p. (1197 tit.). – 25 ex. – ISBN 978-9975-49-062-7 (Print). – ISBN 978-9975-49-077-1 (CD). – [CNCRM 2012-382].
146. Nr 2, 2011. – 2011. – 183 p. (1252 tit.). – 25 ex. – ISBN 978-9975-49-063-4 (Print). – ISBN 978-9975-49-082-5 (CD). – [CNCRM 2012-383].
147. Nr 3, 2011. – 2011. – 224 p. (1522 tit.). – 25 ex. – ISBN 978-9975-49-064-1 (Print). – ISBN 978-9975-49-034-4 (CD). – [CNCRM 2012-384].
148. Nr 4, 2011. – 2011. – 176 p. (1218 tit.). – 25 ex. – ISBN 978-9975-49-065-8 (Print). – ISBN 978-9975-49-084-9 (CD). – [CNCRM 2012-385].
149. Nr 5, 2011. – 2011. – 192 p. (1290 tit.). – 25 ex. – ISBN 978-9975-49-066-5 (Print). – ISBN 978-9975-49-085-6 (CD). – [CNCRM 2012-386].
150. Nr 6, 2011. – 2011. – 247 p. (1663 tit.. – 25 ex. – ISBN 978-9975-49-067-9 (Print). – ISBN 978-9975-49-086-3 (CD). – [CNCRM 2012-387].
151. Nr 7, 2011. – 2011. – 174 p. (1090 tit.). – 25 ex. – ISBN 978-9975-49-068-9 (Print). – ISBN 978-9975-49-034-4 (CD). – [CNCRM 2012-388].
152. Nr 8, 2011. – 2011. – 191 p. (1180 tit.). – 25 ex. – ISBN 978-9975-49-069-6 (Print). – ISBN 978-9975-49-089-4 (CD). – [CNCRM 2012-389].
153. Nr 9, 2011. – 2011. – 247 p. (1640 tit.). – 25 ex. – ISBN 978-9975-49-078-8 (Print). – ISBN 978-9975-49-091-7 (CD). – [CNCRM 2012-390].
154. Nr 10, 2011. – 2011. – 208 p. (1411 tit.). – 25 ex. – ISBN 978-9975-49-079-5 (Print). – ISBN 978-9975-49-034-4 (CD). – [CNCRM 2012-391].
155. Nr 11, 2011. – 2012. – 240 p. – 25 ex. – ISBN 978-9975-49-080-1 (Print). – ISBN 978-9975-49-100-6 (CD). – [CNCRM 2012-2266].
156. Nr 12, 2011. – 2012. – 317 p. – 25 ex. – ISBN 978-9975-49-081-8 (Print). – ISBN 978-9975-49-106-8 (CD). – [CNCRM 2012-2267].
157. Nr 1, 2012. – 2012. – 238 p. – 25 ex. – ISBN 978-9975-49-095-5 (Print). – ISBN 978-9975-49-102-0 (CD). – [CNCRM 2012-2268].
158. Nr 2, 2012. – 2012. – 192 p. – 25 ex. – ISBN 978-9975-49-096-2 (Print). – ISBN 978-975-49-103-7 (CD). – [CNCRM 2012-2269]
159. Nr 3, 2012. – 2012. – 224 p. – 25 ex. – ISBN 978-9975-49-097-9 (Print). – ISBN 978-9975-49-112-9 (CD). – [CNCRM 2012-2270]
160. Nr 4, 2012. – 2012. – 183 p. – 25 ex. – ISBN 978-9975-49-098-6 (Print). – ISBN 978-9975-49-115-0 (CD). – [CNCRM 2012-2630].
161. Nr 5, 2012. – 2012. – 166 p. – 25 ex. – ISBN 978-9975-49-099-3 (Print). – ISBN 978-9975-49-116-7 (CD). – [CNCRM 2012-2631].
162. Nr 6, 2012. – 2012. – 212 p. ( tit.) – 25 ex. – ISBN 978-9975-49-101-3 (Print). – ISBN 978-9975-49-117-4 (CD). – [CNCRM 2013-2031].
163. Nr 7, 2012. – 2012. – 156 p. (970 tit.) – 25 ex. – ISBN 978-9975-49-104-4 (Print). – ISBN 978-9975-49-105-1 (CD). – [CNCRM 2013-2151].
164. Nr 8, 2012. – 2012. – 164 p. (1028 tit.) – 25 ex. – ISBN 978-9975-49-107-5 (Print). – ISBN 978-9975-49-108-2 (CD). – [CNCRM 2013-2152].
165. Nr 9, 2012. – 2012. – 222 p. (1481 tit.) – 25 ex. – ISBN 978-9975-49-110-5 (Print). – ISBN 978-9975-49-111-2 (CD). – [CNCRM 2013-2153].
166. Nr 10, 2012. – 2012. – 170 p. (1122 tit.) – 25 ex. – ISBN 978-9975-49-113-6 (Print). – ISBN 978-9975-49-114-3 (CD). – [CNCRM 2013-2154].
167. Nr 11, 2012. – 2012. – 216 p. (1373 tit.). – 25 ex. – ISBN 978-9975-49-101-3 (Print). – ISBN 978-9975-49-117-4 (CD). – [CNCRM 2013-2155].
168. Nr 12, 2012. – 2012. – 304 p. – 25 ex. – ISBN 978-9975-49-129-7 (Print). – ISBN 978-9975-49-130-3 (CD). – [CNCRM 2014-728]
169. Nr 1, 2013. – 2013. – 185 p. – 25 ex. – ISBN 978-9975-49-131-0 (Print). – ISBN 978-9975-49-132-7 (CD). – [CNCRM 2014-1374].
170. Nr 2, 2013. – 2013. – 163 p. – 25 ex. – ISBN 978-9975-49-133-4 (Print). – ISBN 978-9975-49-134-1 (CD). – [CNCRM 2014-1375]
171. Nr 3, 2013. – 2013. – 173 p. – 25 ex. – ISBN 978-9975-49-135-8 (Print). – ISBN 978-9975-49-136-5 (CD). – [CNCRM 2014-1376].
172. Nr 4, 2013. – 2013. – 153 p. – 25 ex. – ISBN 978-9975-49-137-2 (Print). – ISBN 978-9975-49-138-9 (CD). – [CNCRM 2014-1377].
173. Nr 5, 2013. – 2013. – 146 p. – 25 ex. – ISBN 978-9975-49-139-6 (Print). – ISBN 978-9975-49-140-2 (CD). – [CNCRM 2014-1378].
174. Nr 6, 2013. – 2013. – 143 p.(891 tit.) – 25 ex. – ISBN 978-9975-49-141-9 (Print). – ISBN 978-9975-49-142-6 (CD). – [CNCRM 2014-2094]
175. Nr 7, 2013. – 2013. – 144 p. (823 tit.) – 25 ex. – ISBN 978-9975-49-143-3 (Print). – ISBN 978-9975-49-144-0 (CD). – [CNCRM 2014-2095].
176. Nr 8, 2013. – 2013. – 160 p. (914 tit.). – 25 ex. – ISBN 978-9975-49-145-7 (Print). – ISBN 978-9975-49-146-4 (CD). – [CNCRM 2014-2096].
177. Nr 9, 2013. – 2013. – 176 p.(1012 tit.). – 25 ex. – ISBN 978-9975-49-147-1 (Print). – ISBN 978-9975-49-148-8 (CD). – [CNCRM 2014-2097]
178. Nr 10, 2013. – 2013. – 194 p. – 25 ex. – ISBN 978-9975-49-154-9 (Print). – ISBN 978-9975-49-155-6 (PDF). – [CNCRM 2014-2359].
179. Nr 11, 2013. – 2013. – 216 p. – 25 ex. – ISBN 978-9975-49-156-3 (Print). – ISBN 978-9975-49-157-0 (PDF). – [CNCRM 2014-2360]
180. Nr 12, 2013. – 2014. – 330 p. – 25 ex. – ISBN 978-9975-49-158-7 (Print). – ISBN 978-9975-49-159-4 (PDF). – [CNCRM 2014-2361]
181. Nr 1, 2014. – 2014. – 222 p. – 25 ex. – ISBN 978-9975-49-160-0 (Print). – ISBN 978-9975-49-161-7 (PDF). – [CNCRM 2014-2362].
182. Nr 2, 2014. – 2014. – 200 p. 25 ex. – ISBN 978-9975-49-162-4 (Print). – ISBN 978-9975-49-163-1 (PDF). – [CNCRM 2014-2363].
183. Nr 3, 2014. – 2014. – 195 p. – 25 ex. – ISBN 978-9975-49-164-8 (Print). – ISBN 978-9975-49-165-5 (PDF). – [CNCRM 2014-2364].
184. Nr 4, 2014. – 2014. – 172 p. – 25 ex. – ISBN 978-9975-49-166-2 (Print). – ISBN 978-9975-49-167-9 (PDF). – [CNCRM 2014-2365]
185. Nr 5, 2014. – 2014. – 240 p. – 25 ex. – ISBN 978-9975-49-168-6 (Print). – ISBN 978-9975-49-169-3 (PDF). – [CNCRM 2014-2366].
186. Nr 6, 2014. – 2014. – 225 p. – 25 ex. – ISBN 978-9975-49-170-9 (Print). – ISBN 978-9975-49-171-6 (PDF). – [CNCRM 2014-2468].
187. Nr 7, 2014. – 2014. – 180 p. – 25 ex. – ISBN 978-9975-49-173-0 (Print). – ISBN 978-9975-49-174-7 (PDF). – [CNCRM 2015-626].
188. Nr 8, 2014. – 2014. – 158 p. – 25 ex. – ISBN 978-9975-49-176-1 (Print). – ISBN 978-9975-49-177-8 (PDF). – [CNCRM 2015-627].
189. Nr 9, 2014. – 2014. – 185 p. – 25 ex. – ISBN 978-9975-49-178-5 (Print). – ISBN 978-9975-49-179-2 (PDF). – [CNCRM 2015-628].
190. Nr 10, 2014. – 2014. – 207 p. – 25 ex. – ISBN 978-9975-49-180-8 (Print). – ISBN 978-9975-49-181-5 (PDF). – [CNCRM 2015-629].
191. Nr 11, 2014. – 2015. – 194 p. – 25 ex. – ISBN 978-9975-49-187-7 (Print). – ISBN 978-9975-49-188-4 (PDF). – [CNCRM 2015-1978].
192. Nr 12, 2014. – 2015. – 363 p. – 25 ex. – ISBN 978-9975-49-189-1 (Print). – ISBN 978-9975-49-190-7 (PDF). – [CNCRM 2015-1979].
193. Nr 1, 2015. – 2015. – 184 p. – 25 ex. – ISBN 978-9975-49-191-4 (Print). – ISBN 978-9975-49-192-1 (PDF). – [CNCRM 2015-1980].
194. Nr 2, 2015. – 2015. – 172 p. – 25 ex. – ISBN 978-9975-49-193-8 (Print). – ISBN 978-9975-49-194-5 (PDF). – [CNCRM 2015-1981].
195. Nr 3, 2015. – 2015. – 172 p. – 25 ex. – ISBN 978-9975-49-195-2 (Print). – ISBN 978-9975-49-196-9 (PDF). – [CNCRM 2015-1982].
196. Nr 4, 2015. – 2015. – 175 p. – 25 ex. – ISBN 978-9975-49-197-6 (Print). – ISBN 978-9975-49-198-3 (PDF). – [CNCRM 2016-600].
197. Nr 5, 2015. – 2015. – 181 p. – 25 ex. – ISBN 978-9975-49-199-0 (Print). – ISBN 978-9975-49-200-3 (PDF). – [CNCRM 2016-601].
198. Nr 6, 2015. – 2015. – 186 p. – 25 ex. – ISBN 978-9975-49-201-0 (Print). – ISBN 978-9975-49-202-7 (PDF). – [CNCRM 2016-602].
199. Nr 7, 2015. – 2015. – 174 p. – 25 ex. – ISBN 978-9975-49-205-8 (Print). – ISBN 978-9975-49-206-5 (PDF). – [CNCRM 2016-603].
200. Nr 8, 2015. – 2015. – 154 p. – 25 ex. – ISBN 978-9975-49-207-2 (Print). – ISBN 978-9975-49-208-9 (PDF). – [CNCRM 2016-604].
201. Nr 9, 2015. – 2015. – 176 p. – 25 ex. – ISBN 978-9975-49-209-6 (Print). – ISBN 978-9975-49-210-2 (PDF). – [CNCRM 2016-605].
202. Nr 10, 2015. – 2016. – 198 p. – ISBN 978-9975-49-213-3 (Print). – ISBN 978-9975-49-214-0 (PDF). – [CNCRM 2016-1936].
203. Nr 11, 2015. – 2016. – 208 p. – ISBN 978-9975-49-215-7 (Print). – ISBN 978-9975-49-216-4 (PDF). – [CNCRM 2016-1937].
204. Nr 12, 2015. – 2016. – 414 p. – ISBN 978-9975-49-217-1 (Print). – ISBN 978-9975-49-218-8 (PDF). – [CNCRM 2017-282].
205. Nr 1, 2016. – 2016. – 189 p. – ISBN 978-9975-49-219-5 (Print). – ISBN 978-9975-49-220-1 (PDF). – [CNCRM 2016-1938].
206. Nr 2, 2016. – 2016. – 184 p. – ISBN 978-9975-49-221-8 (Print). – ISBN 978-9975-49-222-5 (PDF). – [CNCRM 2016-1939].
207. Nr 3, 2016. – 2016. – 192 p. – 25 ex. – ISBN 978-9975-49-223-2 (Print). – ISBN 978-9975-49-224-9 (PDF). – [CNCRM 2016-1940].
208. Nr 4, 2016. – 2016. – 164 p. – ISBN 978-9975-49-225-6 (Print). – ISBN 978-9975-49-226-3 (PDF). – [CNCRM 2016-1941].
209. Nr 5, 2016. – 2017. – 158 p. – ISBN 978-9975-49-227-0 (Print). – ISBN 978-9975-49-228-7 (PDF). – [CNCRM 2017-283].
210. Nr 6, 2016. – 2017. – 158 p. – ISBN 978-9975-49-229-4 (Print). – ISBN 978-9975-49-230-0 (PDF). – [CNCRM 2017-284].
211. Nr 7, 2016. – 2017. – 156 p. – ISBN 978-9975-49-231-7 (Print). – ISBN 978-9975-49-232-4 (PDF). – [CNCRM 2017-305].
212. Nr 8, 2016. – 2017. – 142 p. – ISBN 978-9975-49-233-1 (Print). – ISBN 978-9975-49-234-8 (PDF). – [CNCRM 2017-306].
213. Nr 9, 2016. – 2017. – 141 p. – ISBN 978-9975-49-235-5 (Print). – ISBN 978-9975-49-236-2 (PDF). – [CNCRM 2017-1394].
214. Nr 10, 2016. – 2017. – 173 p. – ISBN 978-9975-49-238-6 (Print). – ISBN 978-9975-49-239-3 (PDF). – [CNCRM 2017-1676].
215. Nr 11, 2016. – 2017. – 177 p. – ISBN 978-9975-49-240-9 (Print). – ISBN 978-9975-49-241-6 (PDF). – [CNCRM 2017-1677].
216. Nr 12, 2016. – 2017. – 380 p. – ISBN 978-9975-49-249-2 (Print). – ISBN 978-9975-49-253-9 (PDF). – [CNCRM 2017-2017].
217. Nr 1, 2017. – 2017. – 175, [1] p. – ISBN 978-9975-49-254-6 (Print). – ISBN 978-9975-49-255-3 (PDF). – [CNCRM 2017-1678].
218. Nr 2, 2017. – 2017. – 137 p. – ISBN 978-9975-49-256-0 (Print). – ISBN 978-9975-49-257-7 (PDF). – [CNCRM 2017-1679].
219. Nr 3, 2017. – 2017. – 167 p. – ISBN 978-9975-49-258-4 (Print). – ISBN 978-9975-49259-1 (PDF). – [CNCRM 2017-2647].
220. Nr 4, 2017. – 2017. – 160 p. – ISBN 978-9975-49-260-7 (Print). – ISBN 9789975-49-261-4 (PDF). – [CNCRM 2017-2648].
221. Nr 5, 2017. – 2017. – 158 p. – ISBN 978-9975-49-264-5 (Print). – ISBN 9789975-49-266-9 (PDF). – [CNCRM 2017-2649].
222. Nr 6, 2017. – 2017. – 163 p. – ISBN 978-9975-49-265-2 (Print). – ISBN 9789975-49-266-9 (PDF). – [CNCRM 2017-2650].
223. Nr 7, 2017. – 2017. – 158 p. – ISBN 978-9975-49-267-6 (Print). – ISBN 9789975-49-268-3 (PDF). – [CNCRM 2017-2651].
224. Nr 8, 2017. – 2018. – 145 p. – ISBN 978-9975-49-272-0 (Print). – ISBN 978-9975-49-273-7 (PDF). – [CNCRM 2018-1200].
225. Nr 9, 2017. – 2018. – 134, [1] p. – ISBN 978-9975-49-274-4 (Print). – ISBN 978-9975-49-275-1 (PDF). – [CNCRM 2018-1201].
226. Nr 10, 2017. – 2018. – 173, [1] p. – ISBN 978-9975-49276-8 (Print). – ISBN 978-9975-49-277-5 (PDF). – [CNCRM 2018-1202].
227. Nr 11, 2017. – 2018. – 193, [1] p. – ISBN 978-9975-49-278-2 (Print). – ISBN 978-9975-49-279-9 (PDF). – [CNCRM 2018-1202].
228. Nr 12, 2017. – 2018. – 382, [1] p. – ISBN 978-9975-49-311-6 (Print). – ISBN 978-9975-49-312-3 (PDF). – [CNCRM 2018-1780].
229. Nr 1, 2018. – 2018. – 178 p. – ISBN 978-9975-49-313-0 (Print). – ISBN 978-9975-49-314-7 (PDF). – [CNCRM 2018-1273].
230. Nr 2, 2018. – 2018. – 162 p. – ISBN 978-9975-49-315-4 (Print). – ISBN 978-9975-49-316-1 (PDF). – [CNCRM 2018-1781].
231. Nr 3, 2018. – 2018. – 196 p. – ISBN 978-9975-49-317-8 (Print). – ISBN 978-9975-49-318-5 (PDF). – [CNCRM 2018-1782].
232. Nr 4, 2018. – 2018. – 167, [1] p. – ISBN 978-9975-49319-2 (Print). – ISBN 978-9975-49-320-8 (PDF). – [CNCRM 2018-1783].
233. Nr 5, 2018. – 2018. – 173, [1] p. – ISBN 978-9975-49321-5 (Print). – ISBN 978-9975-49-333-2 (PDF). – [CNCRM 2018-1784].
234. Nr 6, 2018. – 2018. – 173, [1] p. – ISBN 978-9975-49323-9 (Print). – ISBN 978-9975-49-324-6 (PDF). – [CNCRM 2018-1785].
235. Nr 7, 2018. – 2018. – 173, [1] p. – ISBN 978-9975-49325-3 (Print). – ISBN 978-9975-49-326-0 (PDF). – [CNCRM 2018-1786].
236. Nr 8, 2018. – 2018. – 133 p. – ISBN 978-9975-49-329-1 (Print). – ISBN 978-9975-49-330-7 (PDF). – [CNCRM 2019-951].
237. Nr 9, 2018. – 2018. – 204 p. – ISBN 978-9975-49-331-4 (Print). – ISBN 978-9975-49-332-1 (PDF). – [CNCRM 2019-952].
238. Nr 10, 2018. – 2018. – 228 p. – ISBN 978-9975-49-337-6 (Print). – ISBN 978-9975-49-338-3 (PDF). – [CNCRM 2019-953].
239. Nr 11, 2018. – 2019. – 224 p. – ISBN 978-9975-49-339-0 (Print). – ISBN 978-9975-49-340-6 (PDF). – [CNCRM 2019-1759].
240. Nr 12, 2018. – 2019. – 389 p. – ISBN 978-9975-49-345-1 (Print). – ISBN 978-9975-49-346-8 (PDF). – [CNCRM 2019-1760].
241. Nr 1, 2019. – 2019. – 190 p. – ISBN 978-9975-49-347-5 (Print). – ISBN 978-9975-49-348-2 (PDF). – [CNCRM 2019-1761].
242. Nr 2, 2019. – 2019. – 184 p. – ISBN 978-9975-49-349-9 (Print). – ISBN 978-9975-49-350-5 (PDF). – [CNCRM 2019-1762].
243. Nr 3, 2019. – 2019. – 188 p. – ISBN 978-9975-49-352-9 (Print). – ISBN 978-9975-49-353-6 (PDF). – [CNCRM 2019-1764].
244. Nr 4, 2019. – 2019. – 157 p. – ISBN 978-9975-49-354-3 (Print). – ISBN 978-9975-49-355-0 (PDF). – [CNCRM 2019-1765].
245. Nr 5, 2019. – 2019. – 186 p. – ISBN 978-9975-49-358-1 (Print). – ISBN 978-9975-49-359-8 (PDF). – [CNCRM 2019-241].
246. Nr 6, 2019. – 2019. – 176 p. – ISBN 978-9975-49-362-1 (Print). – ISBN 978-9975-49-363-5 (PDF). – [CNCRM 2019-242].
247. Nr 7, 2019. – 2019. – 174 p. – ISBN 978-9975-49-364-2 (Print). – ISBN 978-9975-49-365-9 (PDF). – [CNCRM 2019-243].
248. Nr 8, 2019. – 2019. – 151 p. – ISBN 978-9975-49-366-6 (Print). – ISBN 978-9975-49-367-3 (PDF). – [CNCRM 2019-244].
249. Nr 9, 2019. – 2019. – 159 p. – ISBN 978-9975-49-368-0 (Print). – ISBN 978-9975-49-369-7 (PDF). – [CNCRM 2019-245].
250. Nr 10, 2019. – 2020. – 186 p. – ISBN 978-9975-49-370-3 (Print). – ISBN 978-9975-49-371-0 (PDF). – [CNCRM 2020-372].
251. Nr 11, 2019. – 2020. – 148 p. – ISBN 978-9975-49-372-7 (Print). – ISBN 978-9975-49-373-4 (PDF). – [CNCRM 2020-373].
252. Nr 12, 2019. – 2020. – 364 p. – ISBN 978-9975-49-428-1 (Print). – ISBN 978-9975-49-429-8 (PDF). – [CNCRM 2020-1229].
253. Nr 1, 2020. – 2020. – 198 p. – ISBN 978-9975-49-430-4 (Print). – ISBN 978-9975-49-431-1 (PDF). – DOI 10.5281/zenodo.3969602. – [CNCRM 2020-1230].
254. Nr 2, 2020. – 2020. – 165 p. – ISBN 978-9975-49-432-8 (Print). – ISBN 978-9975-49-433-5 (PDF). – DOI 10.5281/zenodo.3970052. – [CNCRM 2020-1231].
255. Nr 3, 2020. – 2020. – 140 p. – ISBN 978-9975-49-438-0 (Print). – ISBN 978-9975-49-439-7 (PDF). – DOI 10.5281/zenodo.4152949. – [CNCRM 2020-2182].
256. Nr 4, 2020. – 2020. – 124 p. – ISBN 978-9975-49-440-3 (Print). – ISBN 978-9975-49-441-0 (PDF). – DOI 10.5281/zenodo.4298462. – [CNCRM 2020-2183].
257. Nr 5, 2020. – 2020. – 155 p. – ISBN 978-9975-49-442-7 (Print). – ISBN 978-9975-49-443-4 (PDF). – DOI 10.5281/zenodo.4312110. – [CNCRM 2020-2184].
258. Nr 6, 2020. – 2020. – 195 p. – ISBN 978-9975-49-446-5 (Print). – ISBN 978-9975-49-447-2 (PDF). – DOI 10.5281/zenodo.4373295. – [CNCRM 2020-2287].
259. Nr 7, 2020. – 2020. – 160 p. – ISBN 978-9975-49-448-9 (Print). – ISBN 978-9975-49-449-6 (PDF). – DOI 10.5281/zenodo.4393354. – [CNCRM 2020-2288].
260. Nr 8, 2020. – 2020. – 125 p. – ISBN 978-9975-49-488-5 (Print). – ISBN 978-9975-49-489-2 (PDF). – DOI 10.5281/zenodo.4642457. – [2021-832].
261. Nr 9, 2020. – 2020. – 170 p. – ISBN 978-9975-49-490-8 (Print). – ISBN 978-9975-49-491-5 (PDF). – DOI 10.5281/zenodo.4655559. – [2021-833].
262. Nr 10, 2020. – 2021. – 201 p. – ISBN 978-9975-49-497-7 (Print). – ISBN 978-9975-49-498-4 (PDF). – DOI 10.5281/zenodo.5091381. – [CNCRM 2021-1565].
263. Nr 11, 2020. – 2021. – 195 p. – ISBN 978-9975-49-499-1. – ISBN 978-9975-49-500-4 (PDF). – DOI 10.5281/zenodo.5526724. – [CNCRM 2021-1887].
264. Nr 12, 2020. – 2021. – 195 p. – ISBN 978-9975-49-501-1. – ISBN 978-9975-49-502-8 (PDF). – DOI 10.5281/zenodo.5711221. – [CNCRM 2021-1888].
265. Nr 1, 2021. – 2021. – 188 p. – ISBN 978-9975-49-503-5. – ISBN 978-9975-49-504-2 (PDF). – DOI 10.5281/zenodo.5526672. – [CNCRM 2021-1889].
266. Nr 2, 2021. – 2021. – 204 p. – ISBN 978-9975-49-505-9. – ISBN 978-9975-49-506-6 (PDF). – DOI 10.5281/zenodo.5555774. – [CNCRM 2021-1890].
267. Nr 3, 2021. – 2021. – 213 p. – ISBN 978-9975-49-507-3. – ISBN 978-9975-49-508-0 (PDF). – DOI 10.5281/zenodo.5526672. – [CNCRM 2021-1891].
268. Nr 4, 2021. – 2021. – 213 p. – ISBN 978-9975-49-507-3. – ISBN 978-9975-49-508-0 (PDF). – DOI 10.5281/zenodo.5526672. – [CNCRM 2021-2344].
269. Nr 5, 2021. – 2021. – 155 p. – ISBN 978-9975-49-499-1. – ISBN 978-9975-49-500-4 (PDF). – DOI 10.5281/zenodo.5526724. – [CNCRM 2022-165].
270. Nr 6, 2021. – 2021. – 171 p. – ISBN 978-9975-49-499-1. – ISBN 978-9975-49-500-4 (PDF). – DOI 10.5281/zenodo.5526724. – [CNCRM 2022-166].
271. Nr 7, 2021. – 2022. – 157 p. – ISBN 978-9975-49-520-2. – ISBN 978-9975-49-521-9 (PDF). – DOI 10.5281/zenodo.6380710. – [CNCRM 2022-167].
272. Nr 8, 2021. – 2022. – 133 p. – ISBN 978-9975-49-522-6. – ISBN 978-9975-49-523-3 (PDF). – DOI 10.5281/zenodo.6380749. – [CNCRM 2022-168].
273. Nr 9, 2021. – 2022. – 153 p. – ISBN 978-9975-49-522-6. – ISBN 978-9975-49-523-3 (PDF). – DOI 10.5281/zenodo.6380749. – [CNCRM 2022-169].
274. Nr 10, 2021. – 2022. – 194 p. – ISBN 978-9975-49-538-7. – ISBN 978-9975-49-539-4 (PDF). – DOI 10.5281/zenodo.6799012. – [CNCRM 2022-1381].
275. Nr 11, 2021. – 2022. – 182 p. – ISBN 978-9975-49-540-0. – ISBN 978-9975-49-541-7 (PDF). – DOI 10.5281/zenodo.6822918. – [CNCRM 2022-1382].
276. Nr 12, 2021. – 2022. – 429 p. – ISBN 978-9975-49-606-3. – ISBN 978-9975-49-607-0 (PDF). – DOI 10.5281/zenodo.7250226. – [CNCRM 2022-1790].
277. Nr 1, 2022. – 2022. – 193 p. – ISBN 978-9975-49-608-7. – ISBN 978-9975-49-609-4 (PDF). – DOI 10.5281/zenodo.7268899. – [CNCRM 2022-1791].
278. Nr 2, 2022. – 2022. – 188 p. – ISBN 978-9975-49-610-0. – ISBN 978-9975-49-611-7 (PDF). – DOI 10.5281/zenodo.7269033. – [CNCRM 2022-1792].
279. Nr 3, 2022. – 2022. – 210 p. – ISBN 978-9975-49-612-4. – ISBN 978-9975-49-613-1 (PDF). – DOI 10.5281/zenodo.7296726. – [CNCRM 2022-1793].
280. Nr 4, 2022. – 2022. – 138 p. – ISBN 978-9975-49-614-8. – ISBN 978-9975-49-615-5 (PDF). – DOI 10.5281/zenodo.7308678. – [CNCRM 2022-1794].
281. Nr 5, 2022. – 2022. – 185 p. – ISBN 978-9975-49-616-2. – ISBN 978-9975-49-617-9 (PDF). – DOI 10.5281/zenodo.7333773. – [CNCRM 2022-1795].
282. Nr 6, 2022. – 2022. – 193 p. – ISBN 978-9975-49-630-8. – ISBN 978-9975-49-631-5 (PDF). – [CNCRM 2022-2501].
283. Nr 7, 2022. – 2022. – 132 p. – ISBN 978-9975-49-632-2 (Print). – ISBN 978-9975-49-633-9 (PDF). – [CNCRM 2022-2502].
284. Nr 8, 2022. – 2022. – 112 p. – ISBN 978-9975-49-634-6. – ISBN 978-9975-49-635-3 (PDF). – [CNCRM 2022-2503].
285. Nr 9, 2022. – 2022. – 150 p. – ISBN 978-9975-49-638-4. – ISBN 978-9975-49-639-1 (PDF). – [CNCRM 2023-3].
286. Nr 10, 2022. – 2022. – 138 p. – ISBN 978-9975-49-640-7. – ISBN 978-9975-49-641-4 (PDF). – [CNCRM 2023-4].
287. Nr 11, 2022. – 2023. – 147 p. – ISBN 978-9975-49-646-9. – ISBN 978-9975-49-647-6 (PDF). – DOI 10.5281/zenodo.8184764. – [CNCRM 2023-1364].
288. Nr 12, 2022. – 2023. – 448 p. – ISBN 978-9975-49-648-3. – ISBN 978-9975-49-649-0 (PDF). – DOI 10.5281/zenodo.7308678. – [CNCRM 2023-1365].
289. Nr 1, 2023. – 2023. – 138 p. – ISBN 978-9975-49-650-6. – ISBN 978-9975-49-651-3 (PDF). – DOI 10.5281/zenodo.8208075. – [CNCRM 2023-1366].
290. Nr 2, 2023. – 2023. – 129 p. – ISBN 978-9975-49-652-0. – ISBN 978-9975-49-653-7 (PDF). – DOI 10.5281/zenodo.8208280. – [CNCRM 2023-1367].
291. Nr 3, 2023. – 2023. – 146 p. – ISBN 978-9975-49-654-4. – ISBN 978-9975-49-655-1 (PDF). – DOI 10.5281/zenodo.8208481. – [CNCRM 2023-1368].
292. Nr 4, 2023. – 2023. – 112 p. – ISBN 978-9975-49-656-8. – ISBN 978-9975-49-657-5 (PDF). – DOI 10.5281/zenodo.8316729. – [CNCRM 2023-1578].
293. Nr 5, 2023. – 2023. – 124 p. – ISBN 978-9975-49-658-2. – ISBN 978-9975-49-659-9 (PDF). – DOI 10.5281/zenodo.8316982. – [CNCRM 2023-1579].
294. Nr 6, 2023. – 2023. – 131 p. – ISBN 978-9975-49-660-5. – ISBN 978-9975-49-661-2 (PDF). – DOI 10.5281/zenodo.8317205. – [CNCRM 2023-1580].
295. Nr 7, 2023. – 2023. – 133 p. – ISBN 978-9975-49-669-8. – ISBN 978-9975-49-670-4 (PDF). – [CNCRM 2023-2501]
296. Nr 8, 2023. – 2023. – 114 p. – ISBN 978-9975-49-671-1. – ISBN 978-9975-49-670-4 (PDF). – [CNCRM 2023-2502]
297. Nr 9, 2023. – 2024. – 186 p. – ISBN 978-9975-49-681-0. – ISBN 978-9975-49-682-7 (PDF) : [200,00] lei ; 0,239 kg. – [CNCRM 2024-1221].
298. Nr 10, 2023. – 2024. – 156 p. – ISBN 978-9975-49-687-2. – ISBN 978-9975-49-688-9 (PDF) : [200,00] lei ; 0,204 kg. – [CNCRM 2024-1222].
299. Nr 11, 2023. – 2024. – 176 p. – ISBN 978-9975-49-689-6. – ISBN 978-9975-49-690-2 (PDF) : [200,00] lei ; 0,221 kg. – [CNCRM 2024-2074].
300. Nr 12, 2023. – 2024. – 344 p. – ISBN 978-9975-49-691-9. – ISBN 978-9975-49-692-6 (PDF) : [300,00] lei ; 0,414 kg. – [CNCRM 2024-2208].
301. 2024, Nr 1. – 2025. – 176 p. – Texte : lb. rom., engl., rusă, etc. – 25 ex. – ISBN 978-9975-49-696-4. – ISBN 978-9975-49-697-1 (PDF) : [200,00] lei ; 0,222 kg. – [CNCRM 2024-2447].
302. 2024, Nr 2. – 2025. – 128 p. – Texte : lb. rom., engl., rusă, etc. – 25 ex. – ISBN 978-9975-49-698-8. – ISBN 978- 9975-49-699-5 (PDF) : [200,00] lei ; 0,167 kg. . – [CNCRM 2024-2448].
303. Nr 3, 2024. – 2025. – 107 p. – Texte : lb. rom., engl., rusă, etc. – 25 ex. – ISBN 978-9975-49-700-8. – ISBN 978-9975-49-701-5 (PDF) : [200,00] lei ; 0,144 kg. – [CNCRM 2024-2449].

### Cronica Presei (1991-1998)
1. Cronica presei : Indice Bibliogr. de Stat a Rep. Moldova : Se ed. din 1958 / Camera Naț. a Cărții din Rep. Moldova; alcăt. Ecaterina Rudakov, ... : red. resp. Valentina Chitoroagă. – Chișinău : Camera Națională a Cărții din Rep. Moldova, 1996-1998. – 20 cm. – Texte: lb. rom., rusă, etc. – ISSN 1026-3411. – Preț contractual. – 100 ex. – Continuă ediția "Cronica Presei RSS Moldovenești (1958-1990), ISSN 0201-6761. –1995, Nr 2. – 1995. – 125 p.– [CNCRM 1996-436]
2. 1995, Nr 3 – 1995. – 153 p – [CNCRM 1996-437]
3. 1995, Nr 4. – 1995. – 128 p. – [CNCRM 1996-438]
4. 1995, Nr 5. – 1995. – 130 p. – [CNCRM 1996-439]
5. 1995, Nr 6. – 1995. – 188 p. – [CNCRM 1996-681]
6. 1995, Nr 7. – 1995. – 111 p. – [CNCRM 1996-682]
7. 1995, Nr 8. – 1995. – 137 p. – [CNCRM 1996-683]
8. 1995, Nr 9. – 1995. – 157 p. – [CNCRM 1997-131]
9. 1995, Nr 10. – 1995. – 190 p. – [CNCRM 1997-132]
10. 1995, Nr 11. – 1995. – 168, [3] p. – 100 ex. – [CNCRM 1997-264]
11. 1995, N. 12. – 1995. – 280, [3] p. – 100 ex. – [CNCRM 1997-265]
12. Nr 1, 1996. – 1997. – 147, [3] p. – [CNCRM 1997-953]
13. Nr 2, 1996. – 1997. – 137, [4] p. – [CNCRM 1997-677]
14. Nr 3, 1996. – 1997. – 154, [2] p. – [CNCRM 1997-678]
15. Nr 4, 1996. – 1997. – 152, [3] p. – [CNCRM 1997-954]
16. Nr 5, 1996. – 1997. – 168 p. –100 ex. – [CNCRM 1999-413]
17. Nr 6, 1996. – 1999. – 187 p. – 100 ex. – [CNCRM 1999-568]
18. Nr 7, 1996. – 1999. – 99 p. – 100 ex. – [CNCRM 1999-717]
19. Nr 8, 1996. – 1999. – 153, [3] p. – [CNCRM 1998-638]
20. Nr 9, 1996. – 1996. – 176, [3] p. – [CNCRM 1998-639]
21. Nr 10, 1996. – 1996. – 189, [3] p. – 100 ex. – [CNCRM 1999-115]
22. Nr 11, 1996. – 1996. – 176, [3] p. –100 ex. – [CNCRM 1999-116]
23. Nr 12, 1996. – 1996. – 279, [3] p. – 100 ex. – [1999-117]
24. 1997, Nr 1. – 1999. – 177 p. – 100 ex. – [CNCRM 1999-709]
25. 1997, Nr 2. – 1998. – 183, [3] p. – 100 ex. – [CNCRM 1999-712]
26. 1997, Nr 3. – 1998. – 187, [3] p. – 100 ex. – [CNCRM 1999-480]
27. 1997, Nr 4. – 1999. – 182 p. – 100 ex. – [CNCRM 1999-338]
28. 1997, Nr 6. – 1998. – 183, [3] p. – 100 ex. – [CNCRM 1999-710]
29. 1997, Nr 7. – 1998.– 169 p. – 100 ex. – [CNCRM 1999-414]
30. 1997, Nr 8. – 1998. – 64 p. – 100 ex. – [CNCRM 1999-482]
31. 1997, Nr 9. – 1998. – 124 p. – 100 ex. – [CNCRM 1999-481]
32. 1997, Nr 10. – 1998. – 183, [3] p. –100 ex. – [CNCRM 1999-711]
33. 1997, Nr 11. – 1998. – 123 p. – 100 ex. – [CNCRM 1999-483]
34. 1997, Nr 12. – 1998. – 224 p. – 100 ex. – [CNCRM 1999-716]
35. Nr 1, 1998. – 1999. – 150 p. – 100 ex. – [CNCRM 1999-1008]
36. Nr 2, 1998. – 1999. – 146 p. – 100 ex. – [CNCRM 1999-1009]
37. Nr 3, 1998. – 1999. – 132 p. –100 ex. – [CNCRM 1999-713]
38. Nr 4, 1998. – 1999. – 102 p. – 100 ex. – [CNCRM 1999-714]
39. Nr 5, 1998. – 1999. – 117 p. – 100 ex. – [CNCRM 1999-715]
40. Nr 6, 1998. – 1999. – 202 p. – 100 ex. – [CNCRM 1999-1010]
41. Nr 7, 1998. – 1999. – 100 p. – 100 ex. – [CNCRM 1999-1011]
42. Nr 8, 1998. – 1999. – 84 p. – F. pre, 100 ex. – [CNCRM 1999-1012]
43. Nr 9, 1998. – 1999. – 108 p. – F. pre, 100 ex. – [CNCRM 1999-1013]
44. Nr 10, 1998. – 1999. – 120 p. – F. pre, 100 ex. – [CNCRM 1999-1014]
45. Nr 11, 1998. – 1999. – 122 p. – F. pre, 100 ex. – [CNCRM 1999-1015]
46. Nr 12, 1998. – 1999. – 198 p. – F. pre, 100 ex. – [CNCRM 1999-1016]

### Resurse electronice
1. Bibliografia Națională a Moldovei = National Bibliography of Moldova : Cărți. Autoreferate. Teze. Materiale bibliografice. Recenzii. Publ. artă plastică. Note muz. Art. din rev. și ziare : Se ed. din anul 1958 : Apare lunar / Camera Naț. a Cărții din Rep. Moldova ; alcăt. : Valentina Chitoroagă, Renata Cozonac, Olesea Zabiaco [et al.] ; red. resp. și coord. : Valentina Chitoroagă ; design : Renata Cozonac. – Chișinău : Camera Naț. a Cărții, 2010-2013 (Tipogr. "Valinex" SA). – 20 cm. – ISSN 1857-0550. – ISBN 978-9975-9730-3-8. – Nr 12, 2009. – 2010. – 271, [1] p. – Texte: lb. rom., rusă, alte lb. străine. – 50 ex. – ISBN 978-9975-49-016-0.
2. Nr 1-12, 2010. – 2010. – Texte: lb. rom., rusă, alte lb. străine. – 50 ex. – ISBN 978-9975-49-024-5.
3. Nr 1-12, 2010. – 2010.– Texte: lb. rom., rusă, alte lb. străine. – 50 ex. – ISBN 978-9975-49-031-3 (Print).
4. Bibliografia Națională a Moldovei = National Bibliography of Moldova : Cărți. Autoreferate. Teze. Art. din rev. și ziare. Resurse electronice : Se ed. din anul 1958 : Apare lunar / Camera Naț. a Cărții din Rep. Moldova ; alcăt. : Valentina Chitoroagă, Renata Cozonac, Olesea Zabiaco [et al.] ; red. resp. și coord. : Valentina Chitoroagă ; design : Renata Cozonac. – Chișinău : Camera Naț. a Cărții, 2010 (Valinex SRL). – ISSN 1857-0550 (Print). – ISSN 1857-3266 (CD). – SBN 978-9975-9730-3-8. – 1996-2006 / coord. : Valentina Chitoroagă ; alcăt. : Claudia Bâgu, Renata Cozonac, Olesea Zabiaco [et al.] ; compilare, design : Renata Cozonac. – 2008. – ISBN 978-9975-9532-8-6. – CD-rom : sd., col.; în container, 13 x 13 cm. – Cerințe sistem : Windows 98/2000/EXP, 64 Mb hard. – [CNCRM RE 2008-23]
5. 2005-2009. – 2010. – Texte : lb. rom., rusă, alte lb. străine. – 50 ex. – ISBN 978-9975-49-037-5. – CD-rom: sd., col. ; în container, 13x13 cm. – Cerințe sistem: Windows 98/2000/XP/Vista, 256 Mb RAM. – [CNCRM RE 2010-48].
6. Nr 1, 2010. – 2010. – 186 p. – ISBN 978-9975-49-033-7 (CD). – [CNCRM RE 2010-50]
7. Nr 2, 2010. – 2010. – 164 p. – SBN 978-9975-49-034-4 (CD). – [CNCRM RE 2010-51]
8. Nr 3, 2010. – 2010. – 219 p. – ISBN 978-9975-49-035-1 (CD). – [CNCRM RE 2009-52]
9. Nr 4, 2010. – 2010. – 188 p. – ISBN 978-9975-49-036-8 (CD). – [CNCRM RE 2009-53]
10. Nr 5, 2010. – 2010. – 210 p. – ISBN 978-9975-49-038-2 (CD). – [CNCRM RE 2009-55]
11. Nr 6, 2010. – 2010. – 243 p. – ISBN 978-9975-49-041-2 (CD). – [CNCRM RE 2009-57]

### Fondator al Revistei CNCRM
1. Revista Camerei Naționale a Cărții = National Book Chamber's Magazine : Publicație teoretico-științifică: Gheorghe Postică ; coord.: Valentina Chitoroagă ; red. șef: Renata Cozonac ; col. red.: Ludmila Corghenci, Natalia Goian, Konstantin Suhorukov [et al.]. – 2012 - . – Chișinău : CNCRM, 2012. – 30 cm. – ISSN 1857-4750. – E-ISSN 2537-6357. – Nr 1, 2012. – 2012. – 68 p. – 150 ex. – [CNCRM S 2012-710]
2. Revista Camerei Naționale a Cărții = National Book Chamber's Magazine : Publicație teoretico-științifică / editor: Camera Națională a Cărții ; coord.: Valentina Chitoroagă ; consultant șt.: Gheorghe Postică ; red. șef: Renata Cozonac ; col. red.: Ludmila Corghenci, Natalia Goian, Konstantin Suhorukov [et al.]. – 2012 - . – Chișinău : CNCRM, 2013. – 30 cm. – ISSN 1857-4750. – Nr 1(2), 2013. – 2013. – 68 p. – 100 ex. – [CNCRM S 2013-1153]
3. Revista Camerei Naționale a Cărții = National Book Chamber′s Journal : publicație științifico-practică / editor: Camera Națională a Cărții din Republica Moldova ; redactor șef : Renata Cozonac ; colegiul de redacție: Valentina Chitoroagă (redactor responsabil), Ludmila Hometkovski, Ludmila Corghenci [et al.]. – 2012 – . – Chișinău (bd. Ștefan cel Mare 180 ; E-mail bookchamber.md@gmail.com), 2014-2019 (Tipogr. "Print-Caro"). – 29 cm. – Anual. – Text : lb. rom., rusă. – Are și ediție online (www.bookchamber.md/publicatii/revista-cncrm). – ISSN 1857-4750. – E-ISSN 2587-3962 = Revista Camerei Naționale a Cărții. – 2014/2015, Nr 1/2 (3/4) – 2018/2019, Nr 1/2 (7/8). – 2020.– 116 p. – 100 ex. – DOI 10.5281/zenodo.3980707. – [CNCRM S 2020-340]=== Culegeri statistice ale producției editoriale ===

1. Publicațiile Moldovei : Culegere de informații statistice = Moldova's Publications : Issue of statistic information / Camera Naț. a Cărții din Rep. Moldova ; aut.-alcăt.: Valentina Chitoroagă, Valentina Rău, Renata Cozonac ; red. resp. și coord.: Valentina Chitoroagă ; pref. de Valentina Chitoroagă. – Chișinău : CNCRMM, 2017 (Tipogr. "Print Caro") – . – ISBN 978-9975-49-250-8. – 1991-1995. – 2017. – 31 p. – Tit. paral.: lb. rom., engl. – ISBN 978-9975-49-251-5 (Print). – ISBN 978-9975-49-252-2 (PDF). – 25 ex. – [CNCRM 2017-1800]
2. Publicațiile Moldovei = Moldova's Publications : Analiza și interpretarea datelor statistice / director general: Renata Cozonac ; autori : Renata Cozonac, Valentina Chitoroagă, Valentina Rău, Margareta Diaconu ; red. resp., pref. : Valentina Chitoroagă ; tehnoredactare computerizată și design : Renata Cozonac ; Camera Naț. a Cărții din Rep. Moldova. – Chișinău : CNCRM, 2020 (Print-Caro). – ISSN 1857-2499. – E-ISSN 2537-6357. – ISBN 978-9975-49-250-8. – Tit. paral.: lb. rom., engl. – 1996-2000. – 2020. – 32 p. – 10 ex. – ISBN 978-9975-49-374-1 (Print). – ISBN 978-9975-49-375-8 (PDF). – DOI 10.5281/zenodo.3701354. – [CNCRM 2020-371]
3. Publicațiile Moldovei = Moldova's Publications : Analiza și interpretarea datelor statistice / director general: Renata Cozonac ; autori : Valentina Chitoroagă, Renata Cozonac, Valentina Rău, Margareta Diaconu ; redactor responsabil, prefață: Valentina Chitoroagă ; traducere în limba engleză, prepress: Renata Cozonac ; Camera Națională a Cărții din Republica Moldova = National Book Chamber of the Republic of Moldova. – Chișinău : CNCRM, 2024 (Print-Caro) – . – 30 cm. – ISSN 1857-2499. – E-ISSN 2537-6357. – ISBN 978-9975-49-250-8. – Text paralel: lb. rom., engl. – 2001-2010. – 2024. – 54 p. : tab. color. – 10 ex. – ISBN 978-9975-49-683-4. – ISBN 978-9975-49-684-1 (PDF). – DOI: 10.5281/zenodo.11537320 : [300,00] lei ; 0,220 kg. – [CNCRM 2024-1223].
4. Publicațiile Moldovei = Moldova's Publications : Analiza și interpretarea datelor statistice / director general: Renata Cozonac ; autori : Valentina Chitoroagă, Renata Cozonac ; redactor responsabil, prefață: Valentina Chitoroagă ; traducere în limba engleză, prepress: Renata Cozonac ; colectarea datelor: Margareta Diaconu ; Camera Națională a Cărții din Republica Moldova = National Book Chamber of the Republic of Moldova. – Chișinău : CNCRM, 2024 (Print-Caro) – . – 30 cm. – ISSN 1857-2499. – E-ISSN 2537-6357. – ISBN 978-9975-49-250-8. – Text paralel: lb. rom., engl. – 2011-2015. – 2024. – 47 p. : tab. color. – 10 ex. – ISBN 978-9975-49-685-8. – ISBN 978-9975-49-686-5 (PDF). – DOI: 10.5281/zenodo.11621517 : [300,00] lei ; 0,199 kg. – [CNCRM 2024-1224].

### Programe de activitate
1. Camera Națională a Cărții din Republica Moldova. Program de activitate / elaborare : Renata Cozonac (director general), Valentina Chitoroagă ; Camera Națională a Cărții din Republica Moldova. – Chișinău : CNCRM, 2009-2022 (Print-Caro). – ISSN 2587-3350. – E-ISSN 2587-3369. – E-ISSN 1857-3266. – ISBN 978-9975-49-511-0. – 2010. – 2009. – 26 p. – ISBN 978-9975-49-015-3. – [S 2010-48]
2. 2011. – 2010. – 30 p.: : diagr., fot., tab. color. – ISBN 978-9975-49-044-3. – [S 2010-1301]
3. 2012. – 2011. – 38 p.: : diagr., fot., tab. color. – ISBN 978-9975-49-070-2. – [S 2012-130]
4. 2013. – 2012. – 34p.: diagr., fot., tab. color. – ISBN978-9975-49-123-5. – [S 2013-1]
5. 2014 : Camera Națională a Cărții – forță și prospețime profesională inestimabilă. – 2013. – 34p.: diagr., fot., tab. color. – ISBN978-9975-49-149-5. – [S 2013-1249]
6. 2015 : Acțiuni sistematice pentru sustenabilitatea instituției de succes. – 2014. – 32 p. : diagr., tab. color. – [S 2015-16]
7. 2016 : Conexiuni. Colaborare. Comunitate.– 2015. – 32 p. : diagr., tab. color. – [S 2016-2]
8. 2017 : Brand cu impact în sistemul informațional-documentar. – 2016. – 32 p. : diagr., tab. color. – [S 2017-651]
9. 2018 : Produse și servicii cu impact. – 2017. – 31 p. : color. – [S 2018-3] ; Idem : Resursă electronică. – ISBN 978-9975-49-271-3 (PDF). – [RE 2017-120]
10. 2019 : Orientare pentru un brand cu impact. – 2018. – 32 p. : color. – ISBN 978-9975-49-327-7. – [S 2019-10] ; Idem : Resursă electronică. – ISBN 978-9975-49-328-4 (PDF). – [RE 2019-49]
11. 2020 : Orientare pentru maximizarea valorii instituționale. – 2019. – 39 p.: diagr., for., tab. color. – ISBN 978-9975-49-356-7. – [S 2020-4] ; Idem : Resursă electronică. – ISBN 978-9975-49-357-4 (PDF). – [RE 2020-18].
12. 2021 : Schimbări de paradigmă: Adaptare Instituțională Pentru servicii de calitate. – 2020. – 39 p.: diagr., for., tab. color. – ISBN 978-9975-49-444-1. – [S 2020-637] ; Idem : Resursă electronică. – ISBN 978-9975-49-445-8 (PDF). – [RE 2021-7].
13. 2022 : Competitivitate instituțională și crearea unui mediu de lucru sănătos. – 2021. – 40 p.: diagr., for., tab. color. – 39 p. – ISBN 978-9975-49-512-7. – DOI 10.5281/zenodo.5803343. – [S 2021-706] ; Idem : Resursă electronică. – ISBN 978-9975-49-513-4 (PDF). – [RE 2021-238]
14. 2023 : Continuă să urci! Chiar dacă ți s-a terminat scara. – 2022. – 39 p. – ISBN 978-9975-49-618-6. – [S 2022-738] ; Idem : Resursă electronică. – ISBN 978-9975-49-619-3 (PDF). – [RE 2022-343].
15. 2024 : Anul 2024 – succes prin continuitate și performanță. – 2023. – 36 p. – ISBN 978-9975-49-667-4. – ISBN 978-9975-49-668-1 (PDF). – [S 2023-808]
16. 2025. – 2024. – 38 p. – ISBN 978-9975-49-694-0. – ISBN 978-9975-49-695-7 (PDF). – [S 2025-30]

### Rapoarte de activitate
1. Camera Națională a Cărții : Raport de activitate / Camera Naț. a Cărții ; elab. : Valentina Chitoroagă, Renata Cozonac. – Chișinău : CNCRM, 2015-2019. – 30 cm. – Broșată. – ISSN 2587-3423. – ISBN 978-9975-49-494-6. – 2008. – 2009. – 42 p. : diagr., for., tab. color.– ISBN 978-9975-49-002-3. – [CNCRM 2009-181]
2. 2009. – 2010. – 50 p. : diagr., for., tab. color.– ISBN 978-9975-49-023-8. – [S 2010-68]
3. 2010. – 2011. – 52 p. : diagr., for., tab. color.– ISBN 978-9975-49-047-4. – [S 2011-48]
4. 2011 : Investind în carte și cultură – investim în viitor. – 2012. – 66 p.: : diagr., fot., tab. color. – ISBN978-9975-49-088-7. – [S 2012-131]
5. 2012 : Valorificări profesionale la maxim. – 2013. – 87 p. : diagr., fot., tab. color. – ISBN 978-9975-49-127-3. – [S 2013-32]
6. 2013 : Ne-am orientat pentru progres în mod constant. – 2014. – 67 p.: : diagr., fot., tab. color. – ISBN 978-9975-49-150-1. – [S 2013-1248]
7. 2014 : Orientare pentru a face profesional mai bine ceea ce se face. – 2015. – 57 p. : diagr., fot., tab. color. – ISBN 978-9975-49-175-4. – [S 2015-100]
8. 2015 : Centraj pe inovație, integritate și calitate. – 2016. – 60 p. : diagr., fot., tab. color. – ISBN 978-9975-49-204-1. – [S 2016-45]
9. 2016 : Instituție încrezătoare în evoluție. – 2017. – 73 p. : diagr., fot., tab. color. – ISBN 978-9975-49-242-3. – [S 2017-53]
10. 2017 : Evoluții profesionale cu impact. – 2018. – 99 p. : diagr., fot., tab. color. – 978-9975-49-280-5. – [S 2018-35] ; Idem : Resursă electronică. – ISBN 978-9975-49-281-2 (PDF). – [RE 2017-120]
11. 2018 : Cunoștințe îmbunătățite și dezvoltări în mod constant. – 2019. – 107 p.: diagr., fig., fot., il. color. – ISBN 978-9975-49-280-5. – [S 2019-80 ] ; Idem : Resursă electronică. – ISBN 978-9975-49-281-2 (PDF). – [RE 2019-49]
12. 2019 : Cheia sigură a succesului - perseverență și voință în realizarea obiectivelor. – 2020. – 108 p.: diagr., for., tab. color. – ISBN 978-9975-49-360-4. – [S 2020-31] ; Idem : Resursă electronică. – ISBN 978-9975-49-361-1 (PDF). – [RE 2020-18].
13. 2020 : Inovație și productivitate în vremuri incerte. – 2021. – 116 p.: diagr., for., tab. color. – ISBN 978-9975-49- 495-3. – [S 2021-182] ; Idem : Resursă electronică. – ISBN 978-9975-49-496-0 (PDF). – DOI 10.5281/zenodo.4736940. – [RE 2021-239].
14. 2021 : Fermitate și consecvență în acțiune. – 2022. – 120 p. : diagr., fig., tab. – 10 ex. – ISBN 978-9975-49-518-9. – [S 2022-202] ; Idem : Resursă electronică. – ISBN 978-9975-49-519-6 (PDF). – DOI 10.5281/zenodo.6370725. – [RE 2022-243].